# Tetschener Altar
Tetschener Altar, auch Das Kreuz im Gebirge, ist ein 1807/1808 entstandenes Gemälde von Caspar David Friedrich. Das Bild in Öl auf Leinwand im Format 115,0 cm × 110,5 cm (oben abgerundet) befindet sich in der Galerie Neue Meister der Staatlichen Kunstsammlungen Dresden. Der Rahmen wurde von dem Bildhauer Christian Gottlieb Kühn geschnitzt, hat die Abmessungen 173 cm × 176,6 cm und steht auf einem Sockel von 10 cm Höhe. Das Gemälde ist eines der Manifestbilder des Malers und gilt als Ikone der Kunst der Romantik.

## Bildbeschreibung

### Motiv
Das nahezu quadratische, in einer Kopfrundung beschnittene Bild zeigt einen felsigen, mit Tannen und Fichten bewachsenen Berggipfel, auf dem ein von Efeu umranktes Kruzifix errichtet ist. Der Corpus Christi, den der Betrachter im Seitenprofil sieht, wird von der hinter dem Berg untergehenden Sonne angestrahlt. Die Sonnenstrahlen vor dem geröteten, mit Wolken bedeckten Himmel sind fächerartig als scharf konturierte Lichtbahnen ausgeführt.

### Maltechnik
Das Gemälde hat in der Nahsicht auf die Details zeichnerischen Charakter. Jedes Detail bekommt seinen wohl kalkulierten Platz. Friedrich entwickelte aus der Sepiatechnik ein Verfahren, das auch bei dunklen Lasuren ein Durchscheinen bis auf den Bildgrund ermöglicht. Dabei werden die Einzelheiten auf heller Grundierung erst mit Bleistift vorgezeichnet und dann mit Rohrfeder verstärkt. Mit mehreren dünnen Lasurschichten in Tonabstufungen erfolgt dann die malerische Ausführung. So entsteht aus der Entfernung und in geringer Distanz ein unterschiedliches Seherlebnis.

### Rahmen
Das Gemälde ist von einem goldenen neugotischen Rahmen gefasst, den der Maler selbst entworfen hat. Das Zentrum der unteren Rahmenfläche bildet ein Dreieck mit einem allsehenden Auge mit stilisierten Sonnenstrahlen hinterlegt, links von einer Weizengarbe, rechts von einer Weinranke überwölbt. Die Seiten des Rahmens werden von zwei kannelierten gotischen Säulen gebildet, die wie Bäume wirken, aus denen Palmenzweige herauszuwachsen scheinen. Zwischen den gegeneinander gebogenen Palmblättern lugen fünf pausbäckige Putten-/Engelsköpfchen hervor. Im Zenit der Rahmenrundung ist ein Morgen- oder Abendstern angebracht.

## Werkgeschichte

### Auftragsvergabe

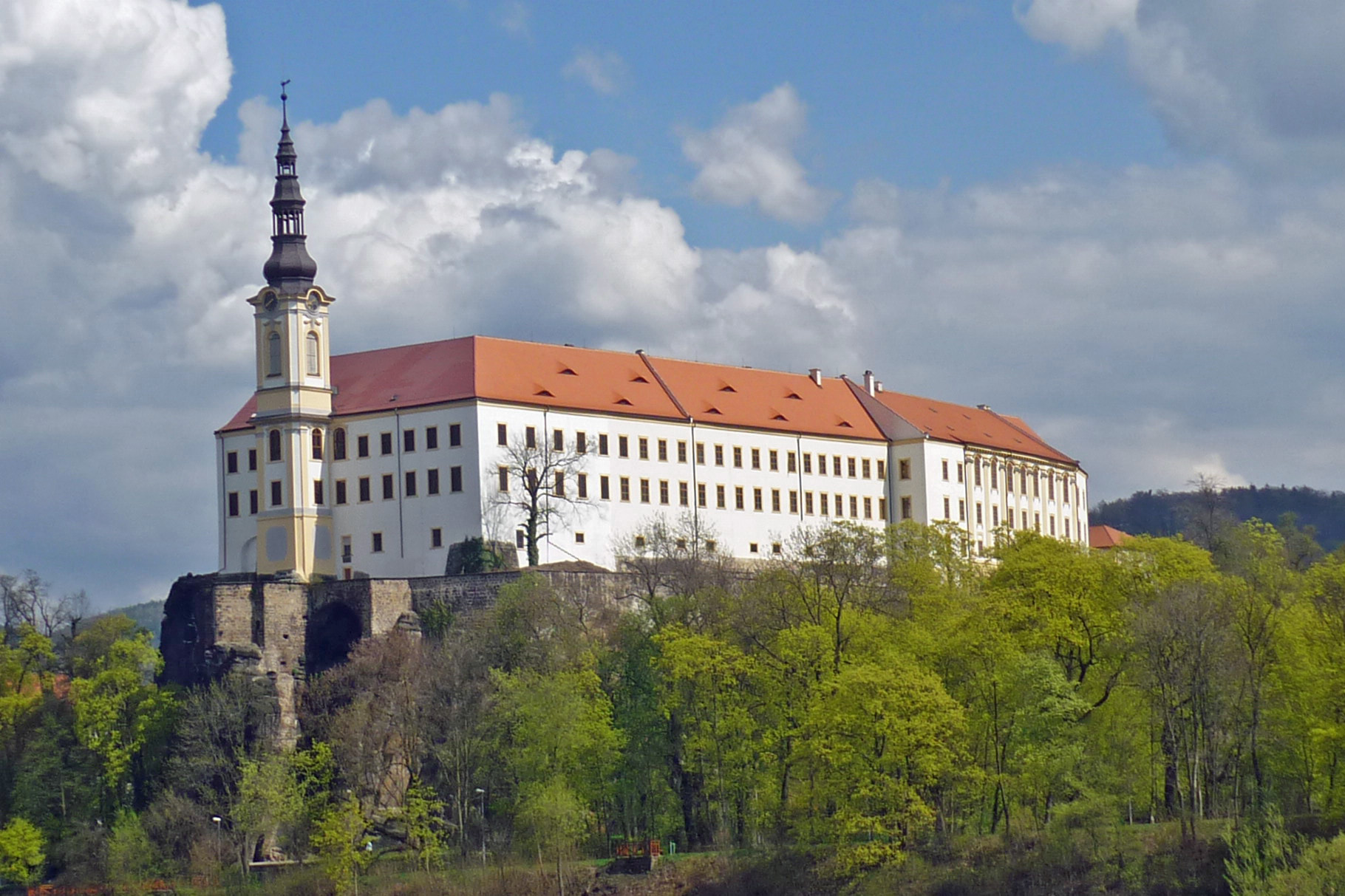
Schloss Tetschen

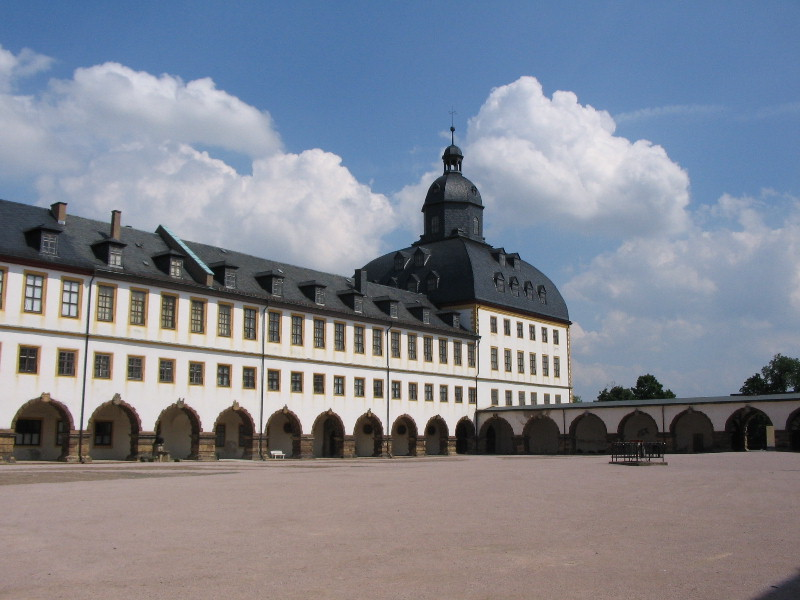
Schloss Friedenstein in Gotha

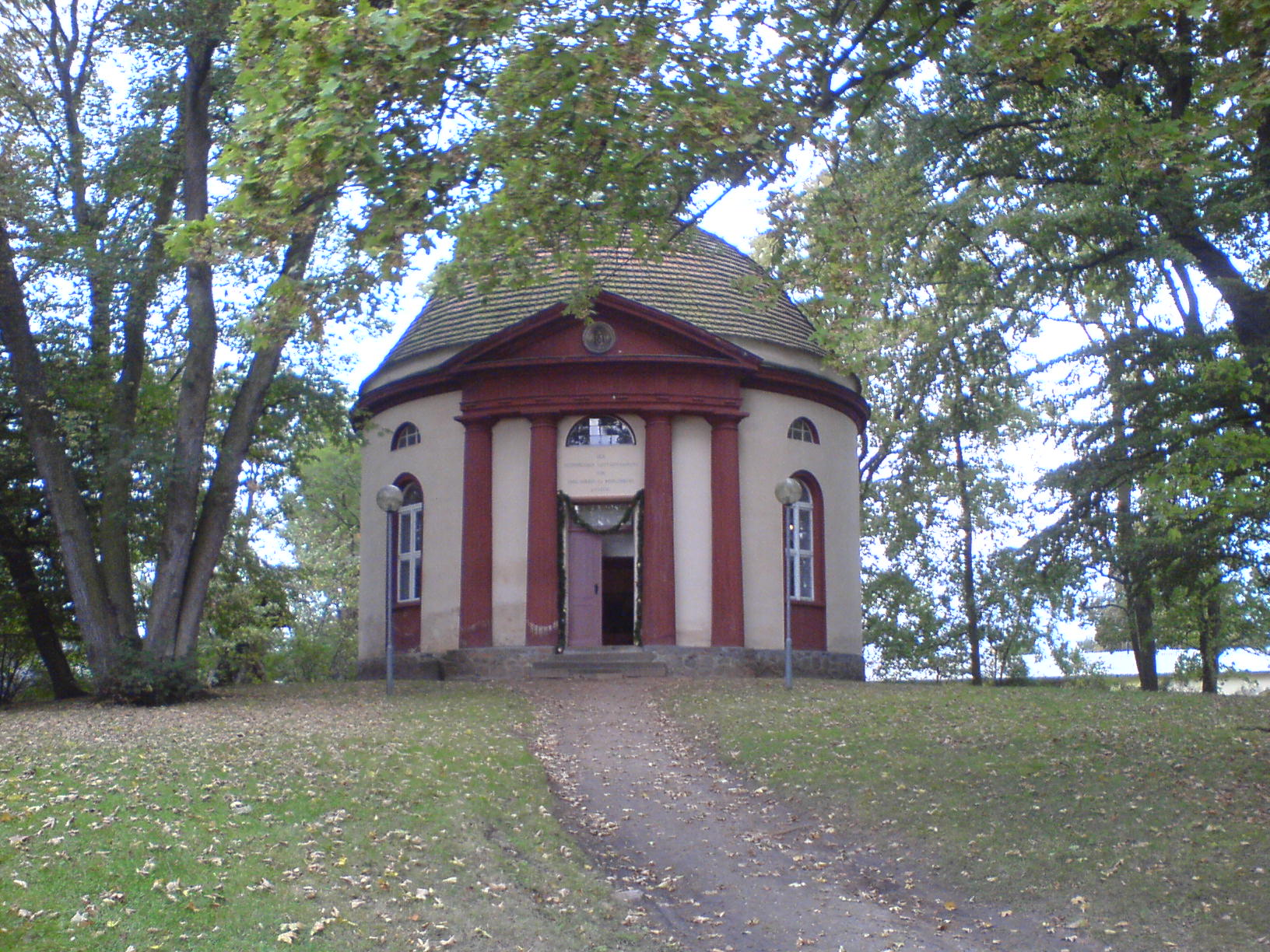
Schlosskapelle von Hohenzieritz

Die Auftragsvergabe für den Altar ist bis heute ungeklärt. Möglicherweise hat es zu dem Bild auch keinen Auftrag gegeben. Die kunsthistorische Forschung ist bis in die späten 1970er Jahre nach der von Otto August Rühle von Lilienstern 1809 geschilderten Entstehungsgeschichte davon ausgegangen, dass der Graf Thun-Hohenstein den Altar für die noch einzurichtende Kapelle seines Schlosses in Tetschen in Auftrag gab. Nach der 1977 aufgefundenen Korrespondenz der Gräfin Thun-Hohenstein war das Kreuz im Gebirge bereits fertig, als der Maler das Kaufangebot erhielt. Übermittelt ist der vermeintliche Grund seiner anfänglichen Weigerung, das Bild zu verkaufen.

„Das schöne Kreuz ist leider! Nicht zu haben! Der brave Norde hat es seinem König verehrt, und obwohl er keine Gelegenheit hat es ihm zukommen zu lassen, und bis dahin wohl auch noch einige andere Stücke verfertigen könnte, so will er es doch nicht geben.“

Diese Notiz favorisierte die Legende, der Altar sei für Gustav IV. Adolf gedacht gewesen, der über Schwedisch-Pommern und somit auch über Friedrichs Geburtsstadt Greifswald herrschte. Hieran knüpfte sich die politische Interpretation des Bildes mit einer antinapoleonischen Tendenz.
Der Altar hat im Schloss Tetschen nie eine Kapelle gesehen, sondern befand sich im Schlafzimmer der Gräfin Thun-Hohenstein neben einer Kopie von Raffaels Dresdner Sixtinischen Madonna.
Kurt Karl Eberlein publizierte bereits 1939 die Variante, dass Friedrich den „Landschaftsaltar dreimal malte – für die Gräfin Thun, für die Fürsten von Mecklenburg-Strelitz und Gotha-Coburg“. Mit letzterem ist der Mäzen und Kunstsammler Herzog August von Sachsen-Gotha und Altenburg gemeint, der während der französischen Besetzung im Gothaer Schloss Friedenstein residierte. Der Herzog kannte den Tetschener Altar vermutlich, denn er bezeichnete Gerhard von Kügelgens Debattenbeitrag im „Ramdohrstreit“ (s. u.) als „übelgelungene Vertheidigung der Friedrich’schen Altarplatitude“. Das Gothaer Schloss bietet keine räumliche Situation, für die ein solcher Altar konzipiert sein könnte. Bei dem Auftrag kann es sich aber auch um das 1823 entstandene Gemälde Kreuz im Gebirge (Der Ilsenstein, Dornenkrone) handeln, das heute im Schlossmuseum Gotha zu sehen ist.
In der Parklandschaft des Schlosses Hohenzieritz, dem Sommersitz des Herzogs Karl II. von Mecklenburg-Strelitz, hat sich Friedrich mehrfach aufgehalten, Bilder sind der Parklandschaft zuzuordnen.
2023 hat Helmut Börsch-Supan mit überzeugenden Argumenten das Gemälde mit dem Altarprojekt für die Greifswalder Marienkirche in Verbindung gebracht: Der beschädigte Altar war teilweise abgetragen worden und im Namen des Rates der Stadt „unterhandelte der Univ. Baumeister Dr. G. Quistorp zuerst mit Ph. O. Runge aus Wolfgast, und dann mit Caspar David Friedrich aus Greifswald wegen eines Altarbildes (…)“ (Theodor Pyhl: Geschichte der Greifswalder Kirchen und Klöster sowie ihrer Denkmäler, 1885). Ein Brief von Philipp Otto Runge an Quistorp vom 3. Mai 1805 meint wohl dieses Altarbild-Projekt und spricht davon, dass Runge damit nicht in Konkurrenz und Konflikte eintreten möchte. Eine Zeichnung Caspar David Friedrichs aus dieser Zeit im Kupferstich-Kabinett Dresden, die bisher mit der Ausstattung für die Marienkirche Stralsund in Verbindung gebracht wurde, wäre demnach auf Greifswald zu beziehen. Friedrich traf den Baumeister 1806, als er in Greifswald war, da war das Projekt offenbar schon abgelehnt. Darauf bezieht sich wohl wiederum Runge, wenn er am 22. August 1806 an den Bruder schrieb, dass „i [=Quistorp] neulich grob gegen Fridrich wurde, dass die jungen Künstler alles besser wissen wollten und neue Erfindungen machten“. Wenn Friedrich selbst vom Schwedischen König sprach, für den der Altar bestimmt sei, so mag damit seine unerfüllte Hoffnung ausgedrückt sein, dass der König den Altar dem damals schwedischen Greifswald stiften würde.

### Dresdner Präsentation
Als Friedrich in Dresden kundtat, das Bild an den Grafen Thun-Hohenstein zu verkaufen, wurde er Mitte Dezember 1808 gedrängt, den Altar einer größeren Öffentlichkeit zu zeigen. Der Maler wehrte sich zunächst gegen diese Präsentation mit der Begründung, außerhalb der vorgesehenen Umgebung kämen Bild und Rahmen nicht zur Geltung, würden aus dem Zusammenhang gerissen.

„Er gab indessen den dringenden Wünschen seiner Freunde und Bekannten nach, und da sich die Zahl der Sehlustigen täglich vermehrt hatte, entschloß er sich, es in seiner Abwesenheit einige Tage lang in seiner Wohnung zum Anschauen hinzustellen. Der üblen Einwirkung der völlig weißen Wände seines kleinen Zimmers in etwas zu begegnen und die Dämmerung der durch Lampen erleuchteten Kapelle, so gut sich’s tun ließ, nachzubilden, ward ein Fenster verhängt, und über den Tisch, auf welches das Gemälde, das für eine gewöhnliche Staffelei ohnehin viel zu schwer geworden war, aufgerichtet ward, ein schwarzes Tuch gebreitet.“

„Gestern machte ich den ersten Ausgang und ging gerade über die Elbe zu Friedrich, um ein Altarbild zu sehen. Ich fand viele Bekannte dort, unter anderem den Kammerherrn Riehl und seine Gemahlin, den Prinzen Bernhard, Beschoren, Seidelmann, Volkmann, die Barduas usw. Es ergriff alle, die ins Zimmer traten, als beträten sie einen Tempel. Die größten Schreihälse, selbst Beschoren, sprachen leise und ernsthaft wie in einer Kirche.“

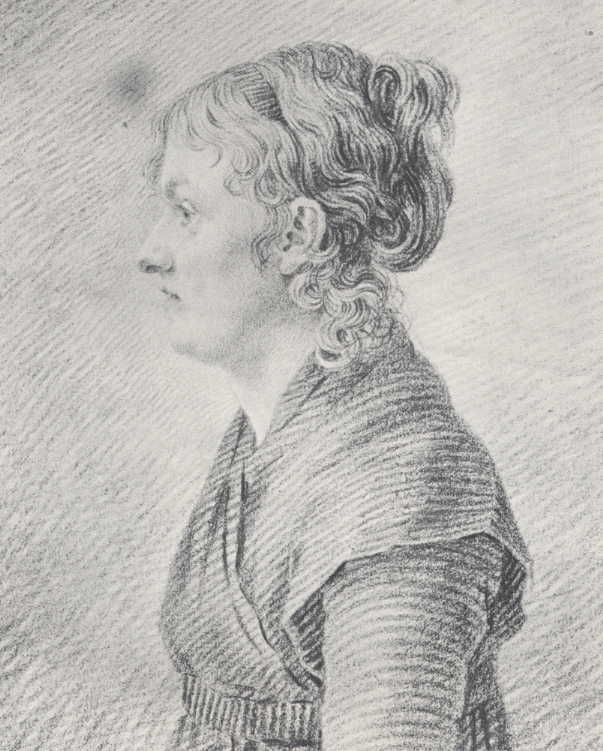
Caspar David Friedrich: Catharina Dorothea Sponholz, um 1798

Friedrich verbrachte die Weihnachtstage nicht in Dresden, sondern reiste sehr wahrscheinlich nach Breesen. Es wird vermutet, dass den Maler um den 20. Dezember die Nachricht erreichte, dass dort seine Lieblingsschwester Catharina, die ihm auch Mutterersatz war, mit dem Tode ringt. Die Pfarrersfrau starb am 22. Dezember 1808. Am 22. Oktober hatte sie im letzten Brief an ihren Bruder geschrieben:

„Hast Du das Altarstück fertig? Ich möchte es wohl sehen, ich glaube es wird viel Eindruck machen.“

Dieser Ablauf der Ereignisse legt nahe, dass Friedrich den Altar zur Andacht für seine Schwester aufstellte.

### Verkauf und heutiger Standort
Im Jahr 1808 erwarb Graf Franz Anton von Thun-Hohenstein das Kreuz im Gebirge von Friedrich für seine Frau, Theresia Maria, geborene Gräfin Brühl. Hans Posse kaufte den Altar 1921 für die Dresdner Gemäldegalerie aus dem Besitz des Grafen Franz von Thun-Hohenstein in Tetschen an. Heute befindet er sich in der Galerie Neue Meister der Staatlichen Kunstsammlungen Dresden.

## Bilddeutung
Der Tetschener Altar kann zwischen den Grundtendenzen von politischen und naturmystisch-frühromantischen Interpretationen als das am meisten besprochene und mit Theorien versehene Werk Friedrichs gesehen werden. Wenngleich der Maler zu seinem Bild einen eigenen Kommentar lieferte und durch den Rahmen eine weitgehende Sinnfestlegung gegeben ist. Bei allen Unterschieden in der Bewertung gilt das Kreuz im Gebirge als gemaltes Manifest, das die Ikonisierung bzw. Sakralisierung der Landschaft verkündet. Mit dem Ramdohr-Streit von 1809 wurden Grundfragen der Kunst aufgeworfen, die in Abwandlungen bis heute diskutiert werden. So steht immer noch die Frage im Raum: Stellt das Kreuz im Gebirge überhaupt eine Landschaft dar, wenn die von Friedrich beschriebene stoffliche Konsistenz des Kruzifix auf einen Innenraum-Gegenstand hindeutet?
Ging es zu Beginn des 19. Jahrhunderts um die Legitimität des Bruchs der Traditionen in der Landschaftsmalerei, will die moderne kunsthistorische Debatte über die politischen, theologischen, philosophischen, psychologischen, literarischen, kunsttheoretischen und Anregungskontexte die tatsächlichen Absichten des Malers erklären. Helmut Börsch-Supan hält die von Friedrich selbst verfasste Interpretation immer noch für die wichtigste Quelle, um zum Sinn des Werkes vorzudringen.

### Ramdohrstreit

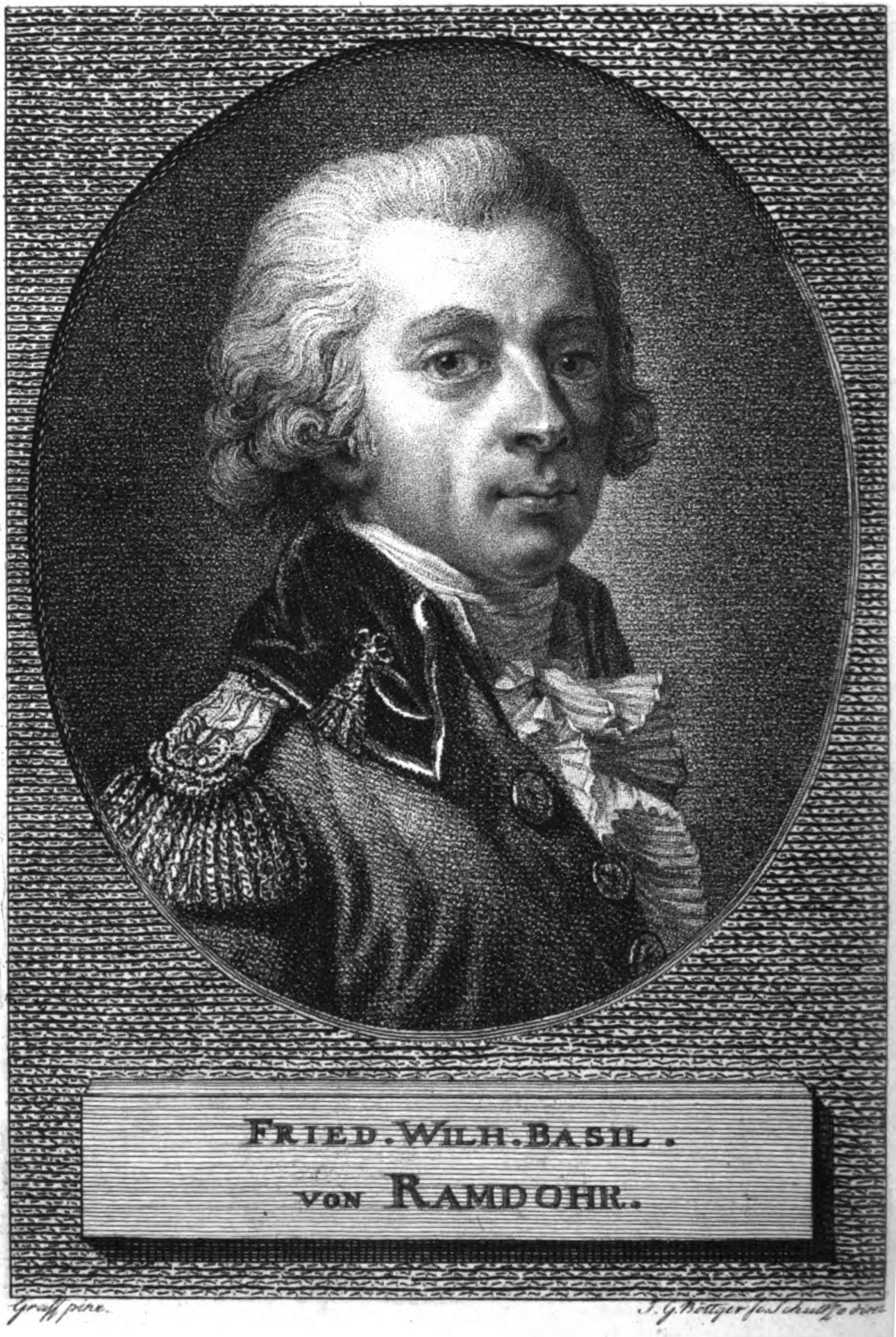
Basilius von Ramdohr

In Reaktion auf die Dresdner Präsentation des Altars erschien im Januar 1809 ein vernichtender Aufsatz von Friedrich Wilhelm Basilius von Ramdohr. Der preußische Diplomat, selbst Bildnismaler und der klassizistischen Ästhetik verhaftet, kritisiert an Friedrichs Werk verletzte Regeln der traditionellen Bildkomposition, die Überschreitung der Grenzen des Genres Landschaftsmalerei, die nicht vorhandene Aussagekraft der Allegorie sowie die unzulässige Verbindung von Landschaftsmalerei und sakraler Kunst. Ramdohrs Maßstäbe in der Kunst sind Landschaftsmaler einer vergangenen Epoche wie Claude Lorrain, Nicolas und Gaspard Poussin sowie Ruisdael. Die von ihm verwendete normative Gattungsästhetik wurde im 17. Jahrhundert, der zentralperspektivische Einheitsraum im 15. Jahrhundert entwickelt. In seinen Vorwürfen gegenüber dem Maler bedient sich der Kritiker im Grundton eines denunzierenden Vokabulars.
Vom Standpunkt des Betrachters findet Ramdohr Fehler, die die „Regeln der Optik“ beleidigen und untersucht ausführlich Widersprüche, die das Bild in seiner motivischen Anlage und Struktur bietet. Bemängelt werden im Kern die nicht vorhandene Zentral- und die Luftperspektive, die nicht funktionierende Verklammerung von Nah- und Fernsicht, die flächige Darstellung der Felsen, die fehlende Raumtiefe oder eine missglückte Lichtführung.

„Der Maler hat gar keinen Standpunkt angenommen oder auch annehmen können, um dasjenige auszudrücken, was er ausdrücken wollte. Um den Berg zugleich mit dem Himmel in dieser Ausdehnung zu sehen, hätte Herr Friedrich um mehrere tausend Schritte in gleicher Höhe mit dem Berge, und so stehen müssen, daß die Horizontallinie mit dem Berge gleichlief.“

Grundsätzlich spricht Ramdohr der Landschaft in der Kunst die Eignung zur Allegorisierung einer religiösen Idee oder zur Erweckung der Andacht ab. Daraus entstehe höchstens eine pathologische aber keine ästhetische Rührung.

„In der Tat ist es eine wahre Anmaßung, wenn die Landschaftsmalerei sich in die Kirchen schleichen und auf Altäre kriechen will. […] Jener Mystizismus, der jetzt überall sich einschleicht und aus Kunst wie aus Wissenschaft, aus Philosophie wie aus Religion gleich einem narkotischen Dunste uns entgegenwittert!“

Der Ramdohr-Artikel löste eine bis dahin nicht gekannte Debatte über ein zeitgenössisches Kunstwerk aus und dokumentiert den Wandel der Kunstwirkung in der Romantik. Letztlich wurde die Frage diskutiert, ob Landschaft religiöse Inhalte transportieren kann und auf welche Weise. Die Maler Ferdinand Hartmann und Gerhard von Kügelgen sowie die Schriftsteller Christian August Semler und Rühle von Lilienstern schrieben polemisch angelegte Entgegnungen zu Ramdohrs Kritik, in denen vor allem für neue Wege in der Kunst plädiert wird. Auf Hartmanns und Kügelgens Plädoyers antwortete wiederum Ramdohr.

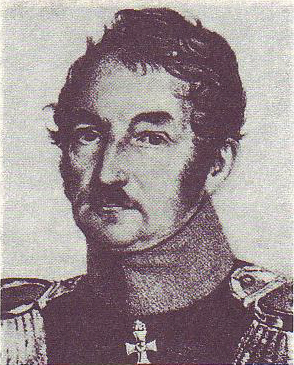
Otto August Rühle von Lilienstern
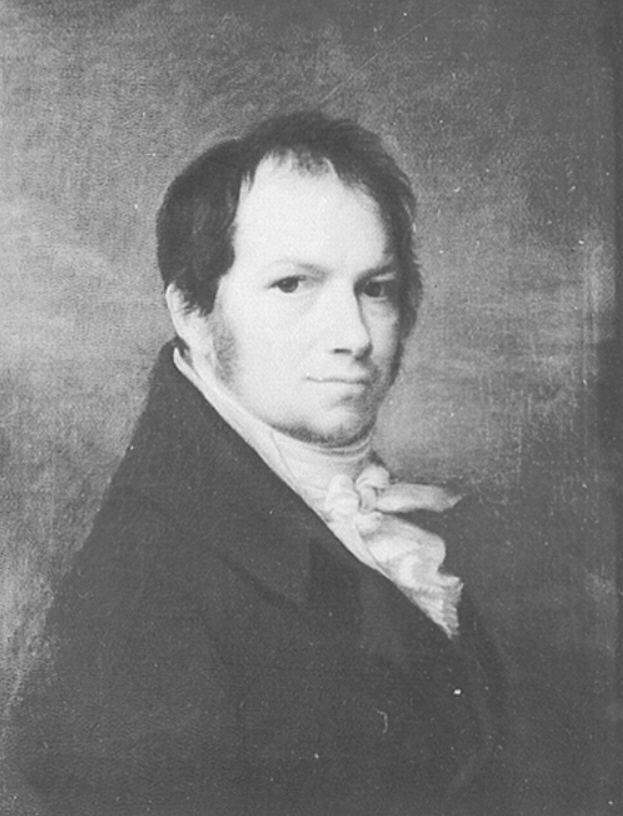
Ferdinand Hartmann
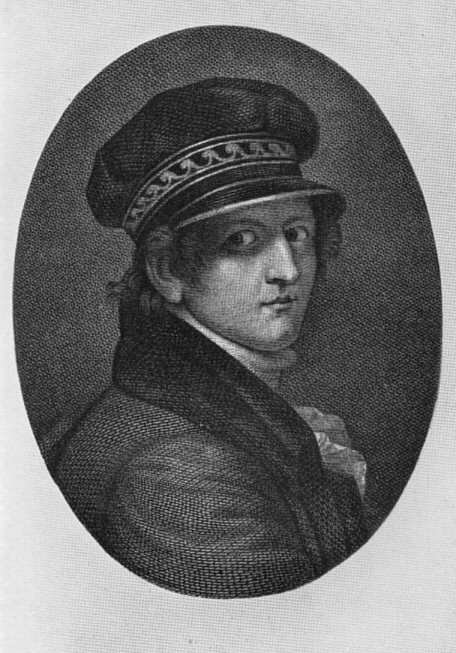
Gerhard von Kügelgen

Friedrich meldete sich widerwillig, mit einem abgedruckten Brief in der dritten Person an den Akademie-Professor Johannes Karl Ludwig Schulze zu Wort, in dem er seinen neuen Weg verteidigt.

„Wäre das Bild des Malers Friedrich nach den durch Jahrhunderte geheiligten und anerkannten Regeln der Kunst verfertigt, das heißt mit anderen Worten: hätte Friedrich sich der Krücken der Kunst bedient, und nicht die Vermessenheit gehabt, auf eigenen Füßen gehen zu wollen, wahrlich der Herr Kammerherr von Ramdohr hätte sich nimmer aus seiner Ruhe stören lassen.“

Den eigentlichen Grund für diesen kunsttheoretischen Streit lieferte Friedrich durch seine Weigerung, das für einen konkreten Andachtsraum entwickelte Bildkonzept offenzulegen. So gestand er lieber partiell technische Fehler ein und beharrte darauf, dass „nicht nur ein einziger Weg zur Kunst führe“. In seinen eigenen Bildinterpretationen, insofern sie richtig wiedergegeben sind, wirkt Friedrich nicht sonderlich glaubhaft. In der von Ramdohr überlieferten Deutung geht die Sonne im Bild auf und in der von Christian August Semler überlieferten geht die Sonne unter, ein wesentlicher Unterschied, der die zentrale Bildaussage berührt.

### Eigene Interpretation
Für die Deutung des Kreuzes im Gebirge gibt die eigene Interpretation des Malers, die er sich im Zuge der Ramdohr-Debatte abzugeben genötigt sah, den christologischen Rahmen vor:

„Wohl ist beabsichtigt das Jesus Christus, ans Holz geheftet, hier der sinkenden Sonne zugekehrt ist, als das Bild des ewigen allbelebenden Vaters. Es starb mit Jesu Lehre eine alte Welt, die Zeit, wo Gott der Vater unmittelbar wandelte auf Erden; wo er sprach zu Cain: Warum ergrimmest du, und warum verstellen sich deine Gebärden? wo er unter Donner und Blitz die Gesetztafeln gab; wo er sprach zu Abrahm: Zeuch deine Schuhe aus; denn es ist heilig Land, wo auf du stehest! Diese Sonne sank, und die Erde vermochte nicht mehr zu fassen das scheidende Licht. Da leuchtet, vom reinsten edelsten Metall, der Heiland am Kreuz, im Gold des Abendroths, und wiederstrahlet so im gemilderten Glanz auf Erden. Auf einem Felsen steht aufgerichtet das Kreuz, unerschütterlich fest, wie unser Glaube an Jesum Christum. Immer grün durch alle Zeiten während stehen die Tannen ums Kreuz, gleich unserer Hoffnung auf ihn, den Gekreuzigten.“

### Motivische Anregung

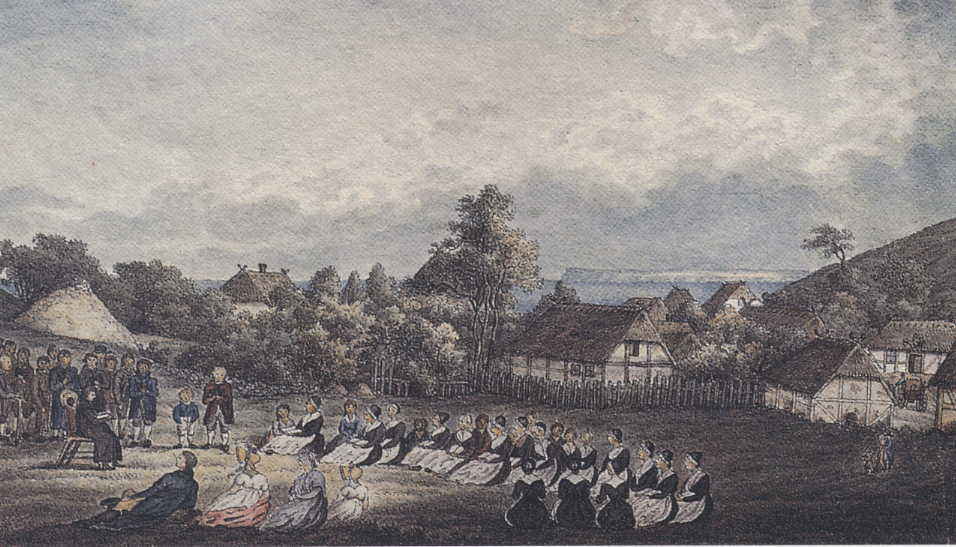
Theodor Schwarz: Uferpredigt bei Vitt

Philipp Otto Runge: Der kleine Morgen, 1808

Ausgangspunkt der zahlreichen Theorien zum Tetschener Altar ist meist die Frage nach der motivischen Anregung zu dem Werk. Der häufigste Ansatz bezieht sich auf die Bekanntschaft Friedrichs mit Ludwig Gotthard Kosegarten und seinen berühmten Uferpredigten bei Vitt auf Rügen, als grundsätzliche Verbindung von Gottesdienst und Natur. Der Pastor wünschte sich ein Altarbild für seine Kapelle, das dann jedoch von Philipp Otto Runge ausgeführt wurde. Herangezogen als Einflussmöglichkeit wird Runges ebenfalls 1808 entstandene vergleichbare Ikonisierung der Landschaft in dem Gemälde Der kleine Morgen.
Aus der Literatur ist Ludwig Tiecks Roman Franz Sternbalds Wanderungen von 1789 in die Diskussion eingeführt. Werner Sumowski sieht den Einfluss der naturphilosophischen Doktrin auf Friedrich. Namentlich kommt hier der mit Friedrich befreundete Naturphilosoph der Romantik Gotthilf Heinrich von Schubert infrage. Friedrich könnte auch Anregungen aus der von ihm benutzten Theorie der Gartenkunst von Christian Cay Lorenz Hirschfeld bekommen haben. Waldaltäre aus Felsen und Tannen waren Ende des 18. Jahrhunderts häufig Elemente der Landschaftsparks.

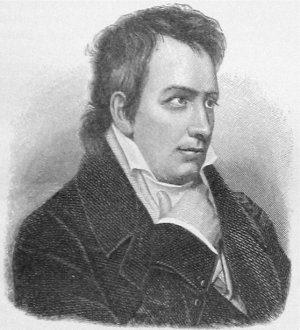
Ludwig Tieck
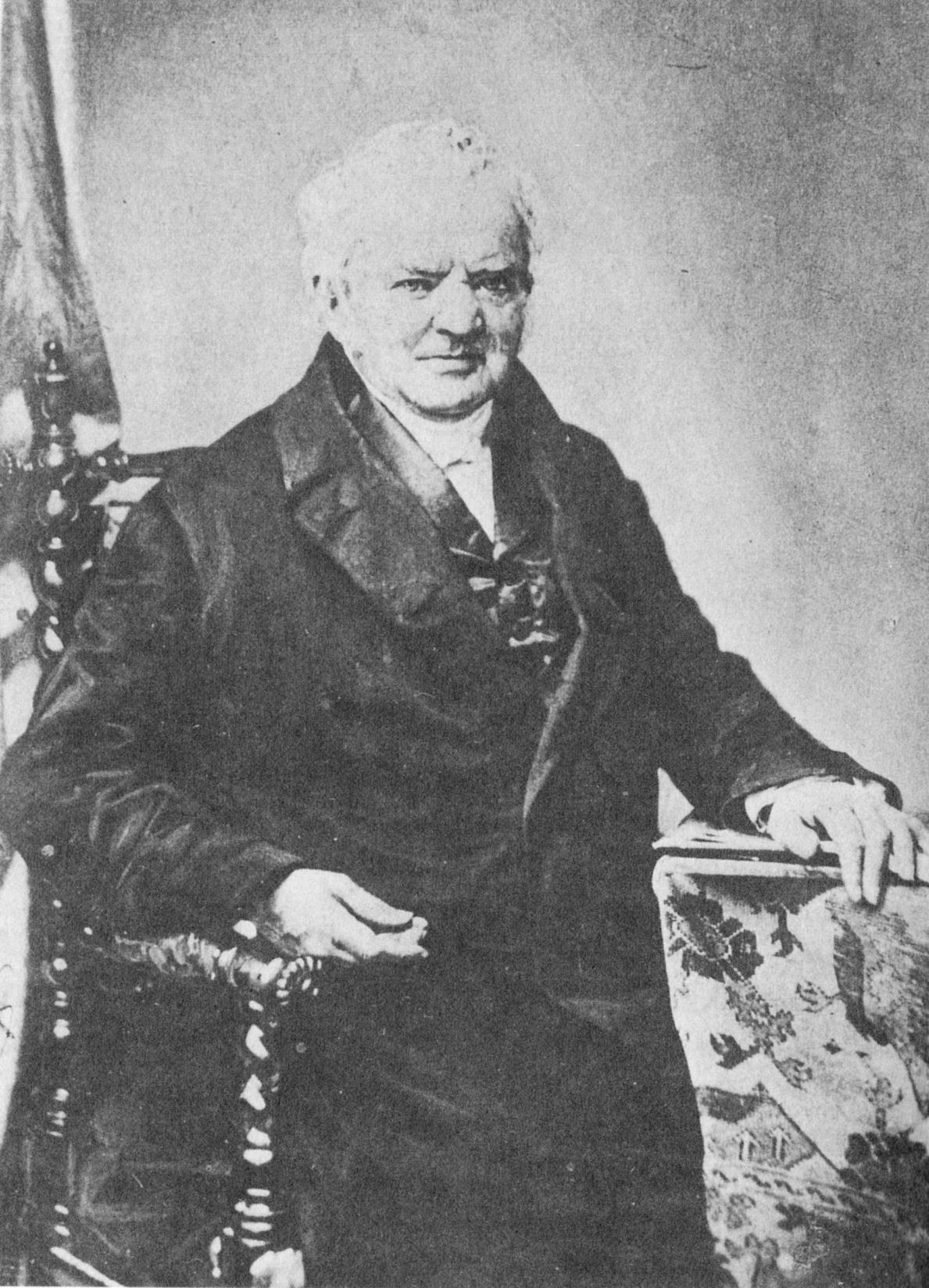
Gotthilf Heinrich von Schubert

### Struktur und Ästhetik
Die Bildstruktur offenbart durch den im Gegenlicht gehaltenen Berg samt Fichten einen Schablonencharakter. Der Ort des Betrachters vor dem Bild ist nicht auszumachen, scheint in der Schwebe zu liegen. Unter den Konventionen der Landschaftsmalerei ist dieses Phänomen nicht erklärbar. Einen Erklärungsansatz bieten Werner Sumowski, indem dem Maler die Verwendung einer abstrakten Geometrie unterstellt wird, die mit Landschaftselementen verhüllt oder überformt ist. Wenn Friedrich in der eigenen Interpretation des Bildes eine stoffliche Vorstellung der Jesusfigur gibt, die ein verwittertes Gipfelkreuz ausschließt („Da leuchtet, vom reinsten edelsten Metall, der Heiland am Kreuz …“), adaptiert der Berg den Sockel eines kunstvoll gearbeiteten Kruzifixes.
Bei dem in Quadratform angelegten mit einem in Symmetrie gehaltenen Rahmen kommt der Goldene Schnitt als das häufigste Strukturprinzip zur Anwendung, obwohl Friedrich zahlreiche andere, meist geometrische Strukturverfahren einsetzt. In klassischer Weise ist auch hier die rechte senkrechte Linie Ort des Bildhelden, der des Kreuzes Christi. Die linke Senkrechte verläuft durch die Mitte der verborgenen Sonne. Die untere waagerechte Linie berührt den Fußpunkt des Kreuzes. Die obere Waagerechte schneidet den Corpus ohne sinnfällige Funktion, markiert jedoch den Übergang des Bildes zur oberen Rundung und Abschluss der kannelierten Säulen des Rahmens.

### Theologie

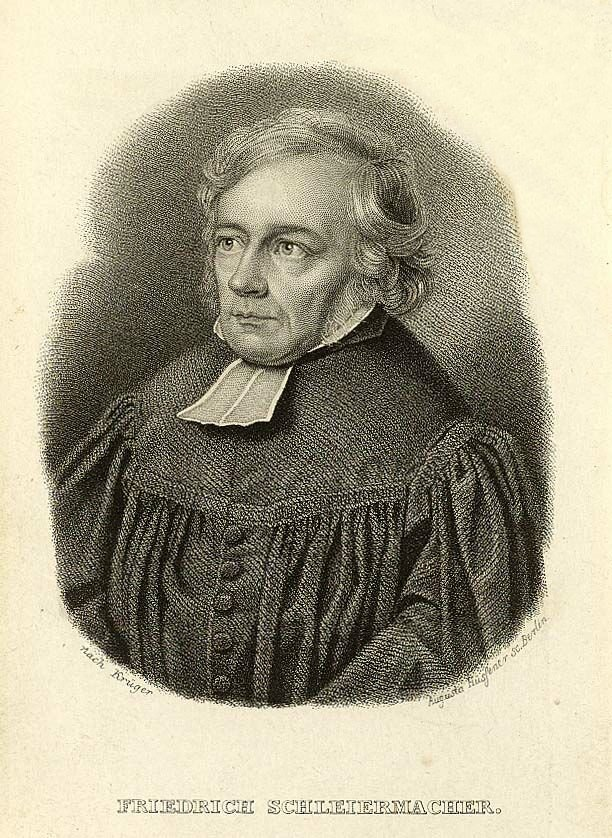
Friedrich Schleiermacher

Mit seiner eigenen Interpretation wirft der Maler die Frage auf, ob das Kreuz im Gebirge (wie auch andere seiner Gemälde) als gemalte Theologie zu verstehen ist oder zumindest in einem zeitgenössischen theologischen Kontext steht. Dazu gibt es zwei grundsätzliche Interpretationslinien. Klaus Lankheit, Werner Busch und Werner Hofmann sehen in Friedrichs Abkehr von der traditionellen Formensprache eine Parallele zur Bekenntnisschrift Über die Religion. Reden an die Gebildeten unter ihren Verächtern des Philosophen Friedrich Schleiermacher, die eine religiöse Erneuerung fordert. Mit seiner These, dass Religion weder Denken noch Handeln, sondern Anschauung und Gefühl sei, ist Schleiermacher dicht bei Friedrichs Ansichten über die Kunst als Gottesdienst und das Gefühl als des Künstlers Gesetz.
Willi Geismeier macht bei Friedrich den Einfluss des Erweckungschristentums aus, mit der Betonung des Sündenbewusstseins sowie Gnaden- und Erlösungsbedürfnisses.
Nicht ausgeschlossen wird, dass die in den theologischen Debatten Anfang des 19. Jahrhunderts breit diskutierte Theologia crucis Martin Luthers die Idee für den Tetschener Altar gestiftet haben kann.
In den heutigen kunstgeschichtlichen Debatten nicht mehr relevant scheint die Ansicht von Werner Sumowski, dass es sich bei Friedrichs Kreuzen in der Landschaft um einen christlich zentrierten Pantheismus handelt.

### Freimaurerisches Programmbild
Nach der Symbolik und Komposition hält Hubertus Gaßner den Tetschener Altar für ein freimaurerisches Programmbild, das der Maler dem schwedischen König Gustav IV. Adolf, Großmeister der Greifswalder Freimaurerloge, gewidmet habe. Dabei wird die Mitgliedschaft Friedrichs in der Johannesloge „Carl zu den drei Greifen“ vorausgesetzt, wenngleich der Maler dort nicht verzeichnet ist. Auch Anna Mika analysiert das Bild unter dem Gesichtspunkt verborgener geometrischer Figuren aus dem freimaurerischen Einweihungsprogramm und erkennt deutlich die „siebenstufige Himmelsleiter“. Sollte der Tetschener Altar für die Kapelle in Hohenzieritz konzipiert worden sein, dann hätte sich der Maler an der Interieur-Symbolik der Kirche des Freimaurers Herzogs Karl II. von Mecklenburg-Strelitz orientiert.

### Religiös-patriotische Symbolik
Jost Hermand sieht in dem Bild ein „neu-deutsch, religiös-patriotisches“ Werk, das von „Gesinnungssymbole(n)“ durchsetzt sei. Die Fichte wie auch die Gotik (der Spitzbogen des Rahmens) sind für Friedrich vaterländische Symbole. Mit seiner Tod- und Auferstehungsstimmung drücke das Bild die Trauer um den Opfertod Christi und die Trauer um das 1806 untergegangene Reich aus (die Niederlage Preußens führte dazu, dass der Maler wochenlang das Bett hüten musste); zugleich aber auch die Hoffnung auf dessen Auferstehung. Es repräsentiere den Wunsch nach „Wiederherstellung altdeutsch-christlicher Zustände“ durch Beendigung der Unterdrückung durch den „welschen Antichristen“ Napoleon. „Pietistisches und Vaterländisches“ gingen dabei eine enge Synthese ein. Auffällig ist, dass die Kreuzesdarstellungen sich in der Zeit von 1806, dem Ende des Heiligen Römischen Reiches, bis zum Beginn der Befreiungskriege 1813 besonders häufen. In diesem Jahr stattete er eine Fichtenstudie mit der Unterschrift aus: „Rüstet Euch heute zum neuen Kampfe, Teutsche Männer, Heil Euren Waffen.“

## Einordnung in das Gesamtwerk

### Entwicklung des Motivs
Der Tetschener Altar als komplexes Werk hat einen motivischen Vorlauf. Der Maler nähert sich dem Bild aus zwei Richtungen. Einmal mit der Ausformung von gebirgigen Gipfellandschaften, zum anderen über die Darstellung des Kruzifix in der Natur.
Mit dem göttlichen Licht der Sonne und Christus am Kreuz setzt sich Friedrich nicht erst beim Tetschener Altar auseinander. Bereits sein erster nennenswerter künstlerischer Erfolg bei den Weimarer Preisaufgaben 1805 mit dem Sepia-Blatt Wallfahrt bei Sonnenaufgang, für das er die Hälfte des ersten Preises bekam, befasst sich mit diesem Thema. In dieser Szene einer Mönchsprozession der vorreformatorischen Zeit scheint die im Osten aufgehende Sonne auf die im Prozessionszug getragene Hostie, während Jesus am Kreuz in der Natur gegen Westen gerichtet im dunklen Schatten steht. Vor diesem Hintergrund wäre der Tetschener Altar als ein Manifest protestantischer Theologie lesbar.
Mit dem Kreuz in der Landschaft befasste sich der Maler spätestens seit 1798 mit den Zeichnungen Felsige Waldlandschaft mit Kreuz und Flusslandschaft mit Kreuz. Eine Motiventwicklung im Sinne von Vorstufen findet dann in den Sepien Gebirgslandschaft (1804/05) und Gebirge im Nebel (1804/05) statt sowie in den Gemälden Ausblick in das Elbtal (1807) und Morgennebel im Gebirge (um 1808).

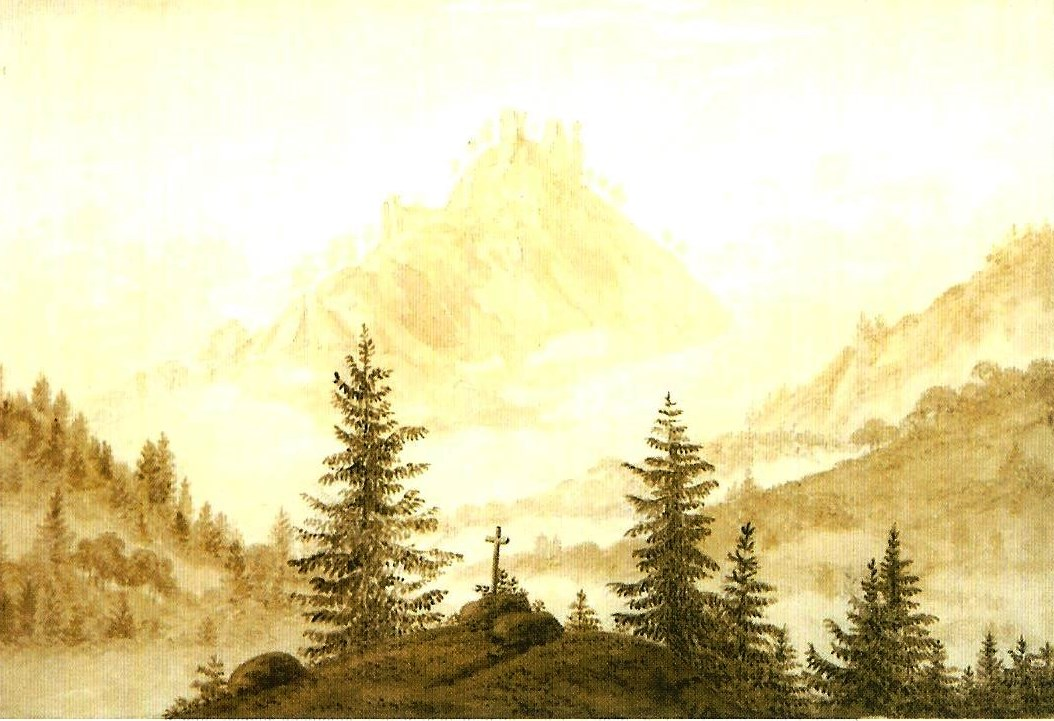
Caspar David Friedrich: Gebirgslandschaft, 1804/05
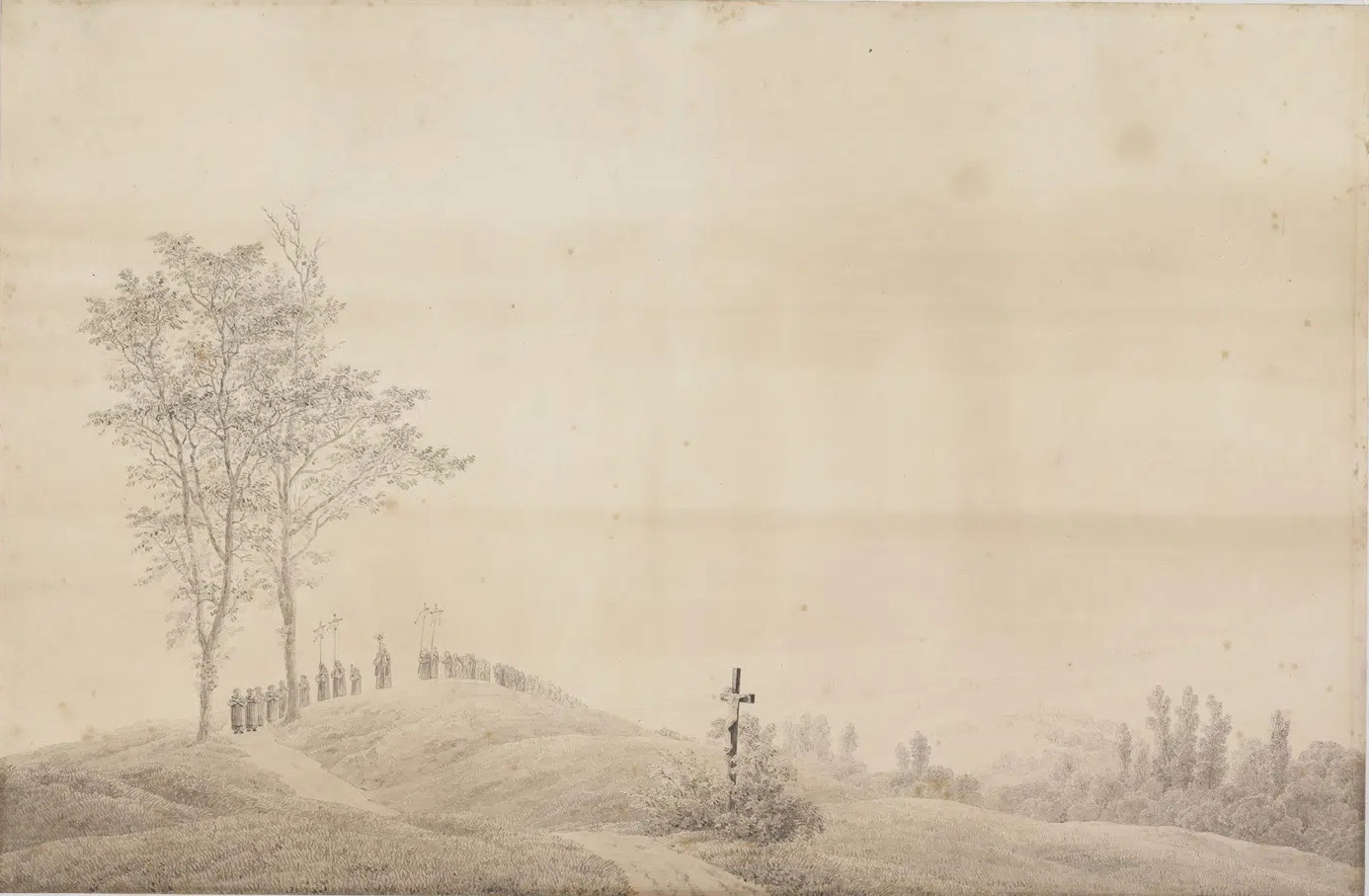
Caspar David Friedrich: Wallfahrt bei Sonnenuntergang, um 1805
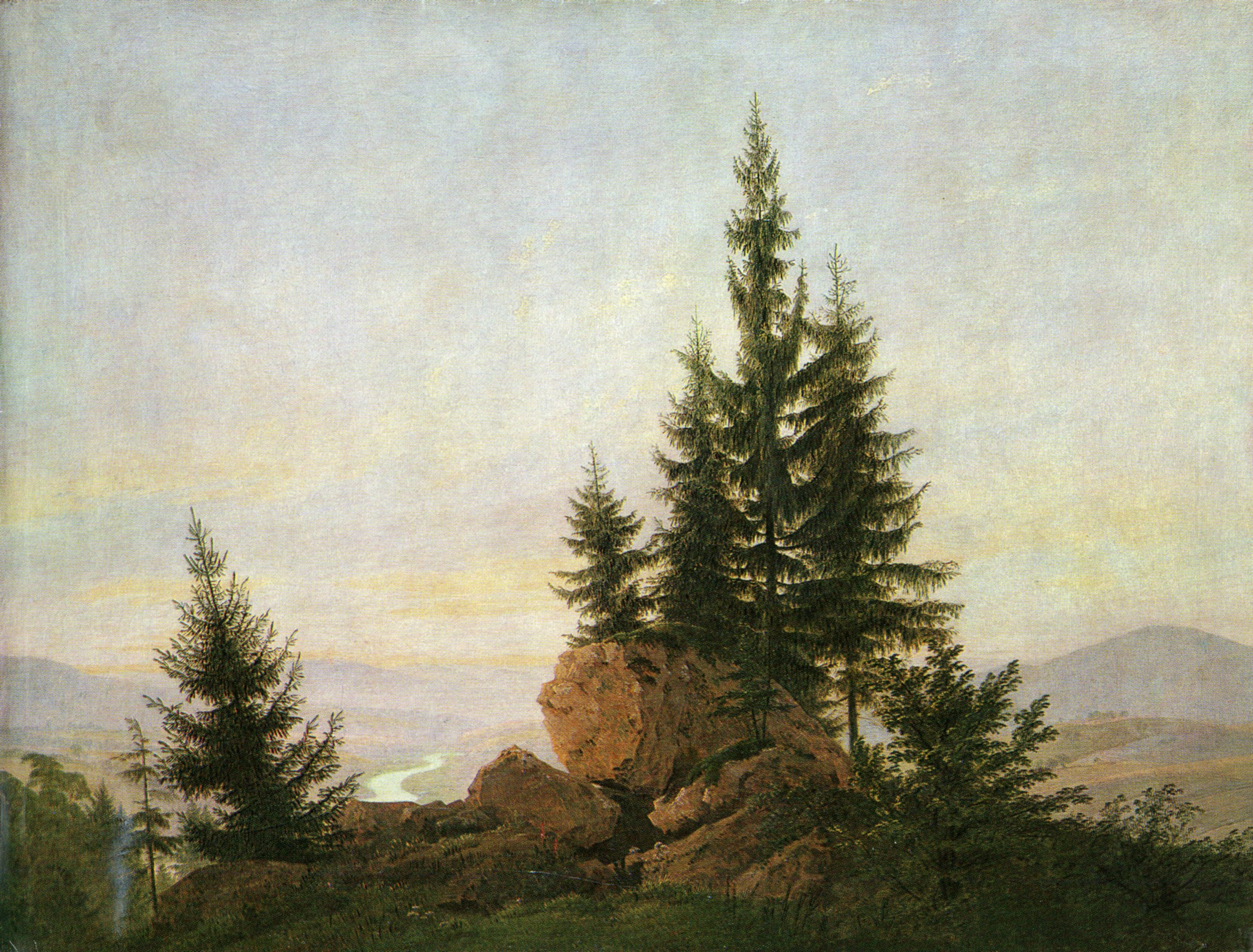
Caspar David Friedrich: Ausblick ins Elbtal, 1807
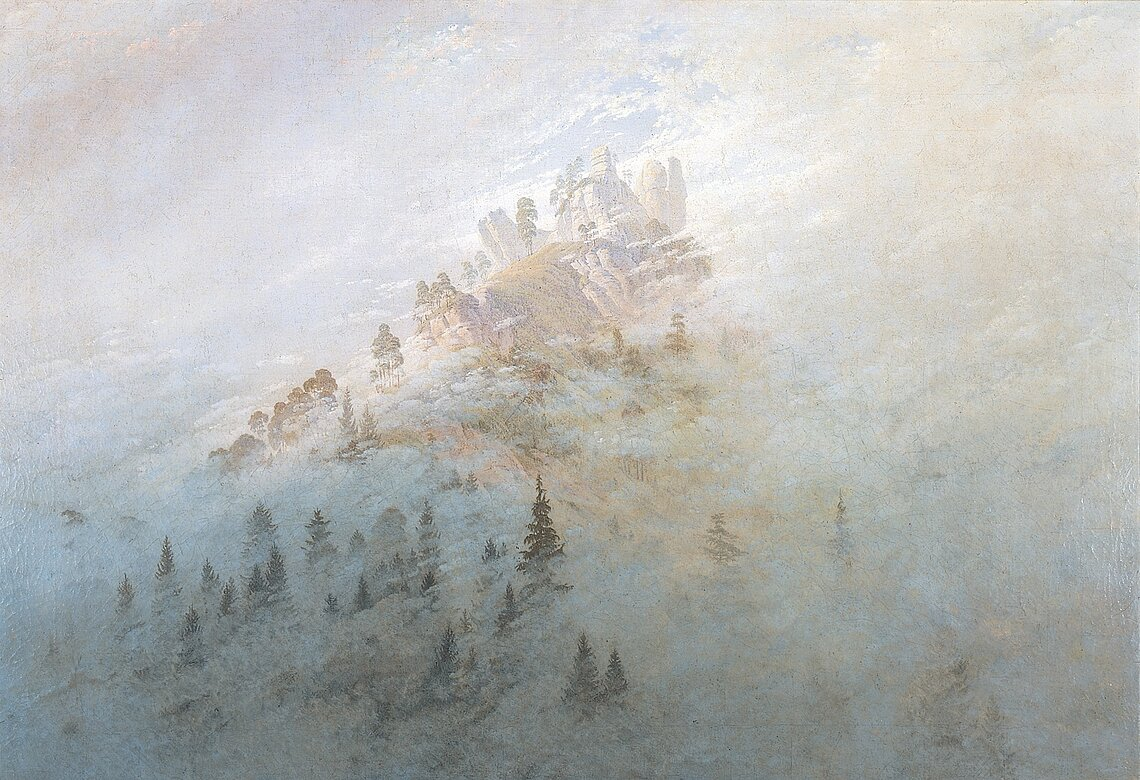
Caspar David Friedrich: Morgennebel im Gebirge, um 1808

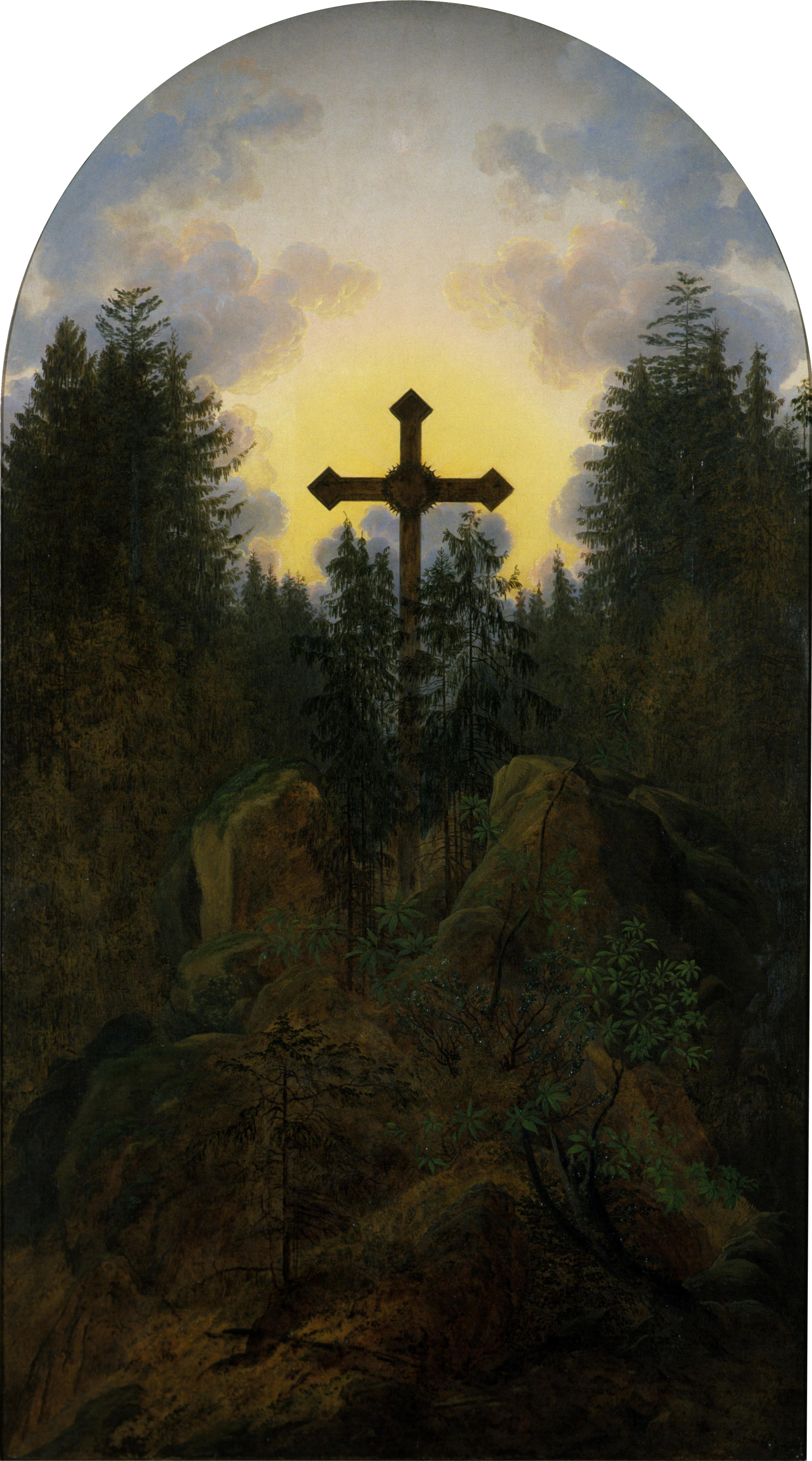
Caspar David Friedrich: Kreuz im Gebirge (Schloss Friedenstein), 1823

Eine Fortentwicklung des Themas Kreuz in der Natur ist in den folgenden Jahren wahrzunehmen. Da entstanden die Gemälde Morgen im Riesengebirge (1810), Winterlandschaft mit Kirche (1811) und Kreuz im Gebirge (1812). In dieser Gesamtschau ist der Tetschener Altar kein isoliertes Ereignis im Gesamtwerk, sondern ordnete sich ein in eine Reihe von Kreuzesdarstellungen mit programmatischem Anspruch in der Zeit zwischen 1805 und 1812. Nach 1812 spielt das Kreuzesmotiv in der Natur kaum eine Rolle, außer in den Friedhofsdarstellungen und dem Gothaer Kreuz im Gebirge.

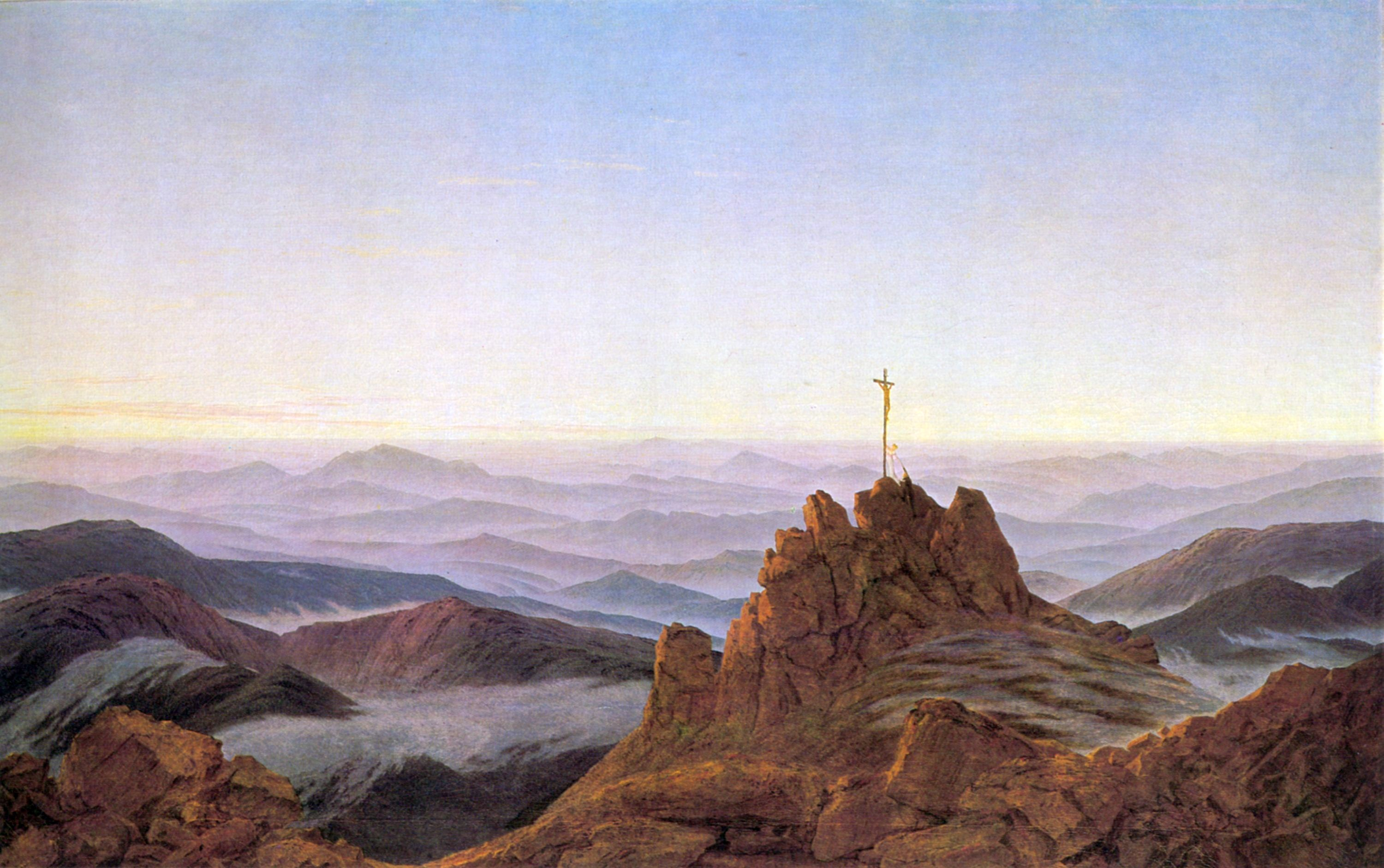
Caspar David Friedrich: Morgen im Riesengebirge, 1810/11
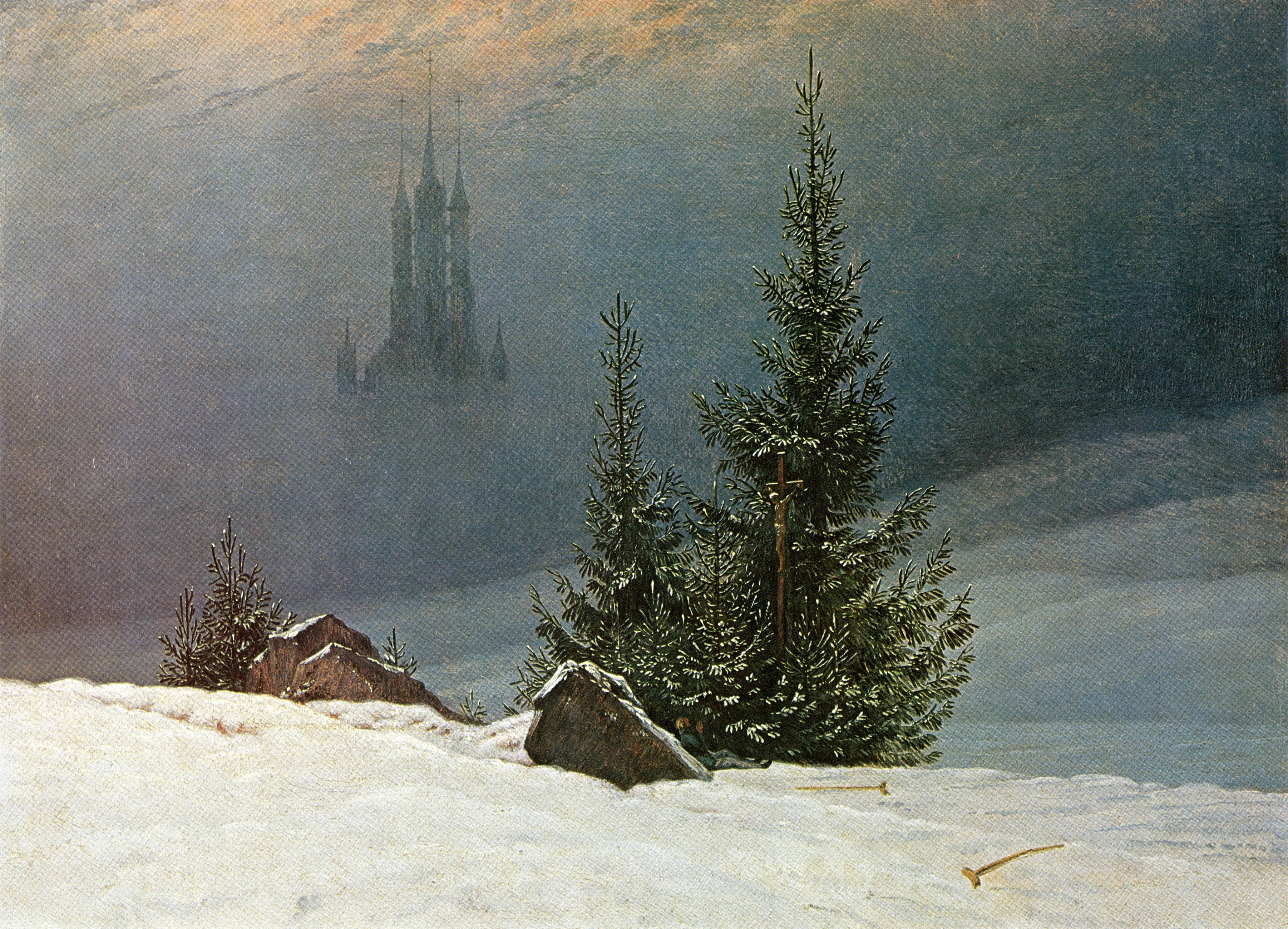
Caspar David Friedrich: Winterlandschaft mit Kirche, 1811

### Die Altarentwürfe

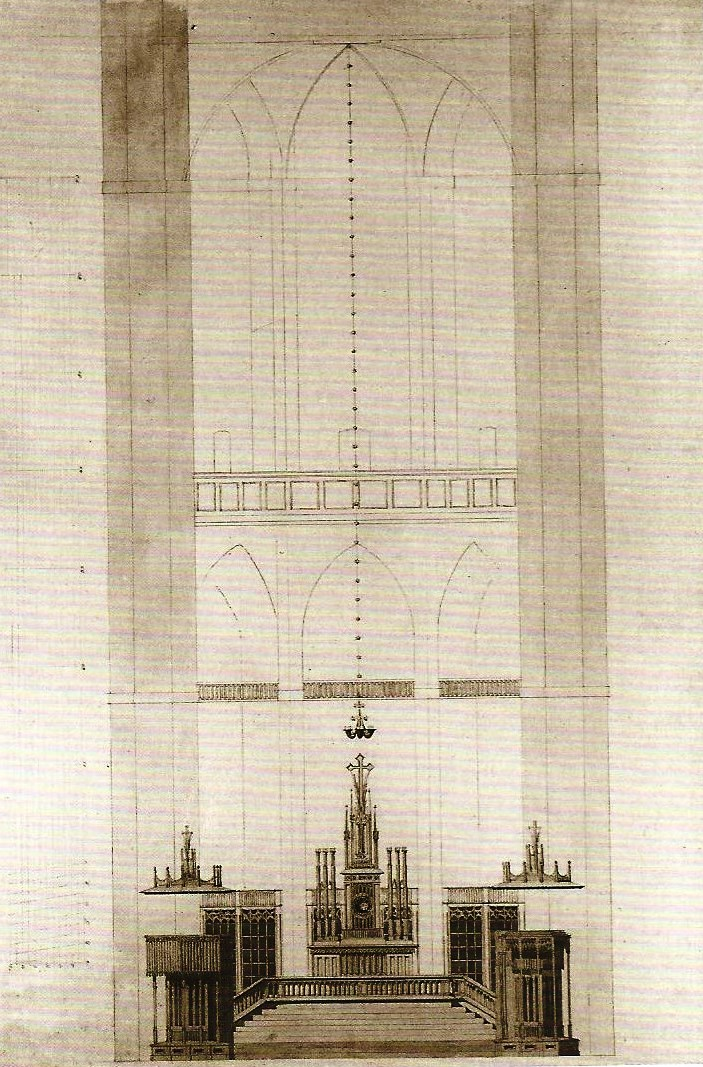
Caspar David Friedrich: Marienkirche Stralsund, Ansicht der geplanten Chorausstattung, um 1817/18

Der Tetschener Altar ist nicht der einzige Altar, den Friedrich entworfen hat. Vor allem zu dem Auftrag für die nicht zur Ausführung gelangte Ausstattung der Stralsunder Marienkirche entstanden um 1818 mehrere Altarstudien. Auf das Jahr 1816/17 ist ein Aquarell datiert, das das Motiv des Kreuzes im Gebirge noch einmal aufgreift und unter dem Titel Kreuz vor Regenbogen im Gebirge bekannt ist. Eine Notiz auf dem Blatt, die nicht vom Maler stammt, qualifiziert den Entwurf als Studie zum Tetschener Altar. Dafür gibt es jedoch keine weiteren Anhaltspunkte. Aufgrund des Regenbogens kann man von einem Gedenkaltar ausgehen. Mit einigen nachträglichen Abänderungen, die mit Bleistift auf dem Blatt skizziert sind, entspricht der Altar (ohne Gemälde) dem 1841 in der Neubrandenburger Marienkirche aufgestellten und 1945 zerstörten neogotischen Hauptaltar.

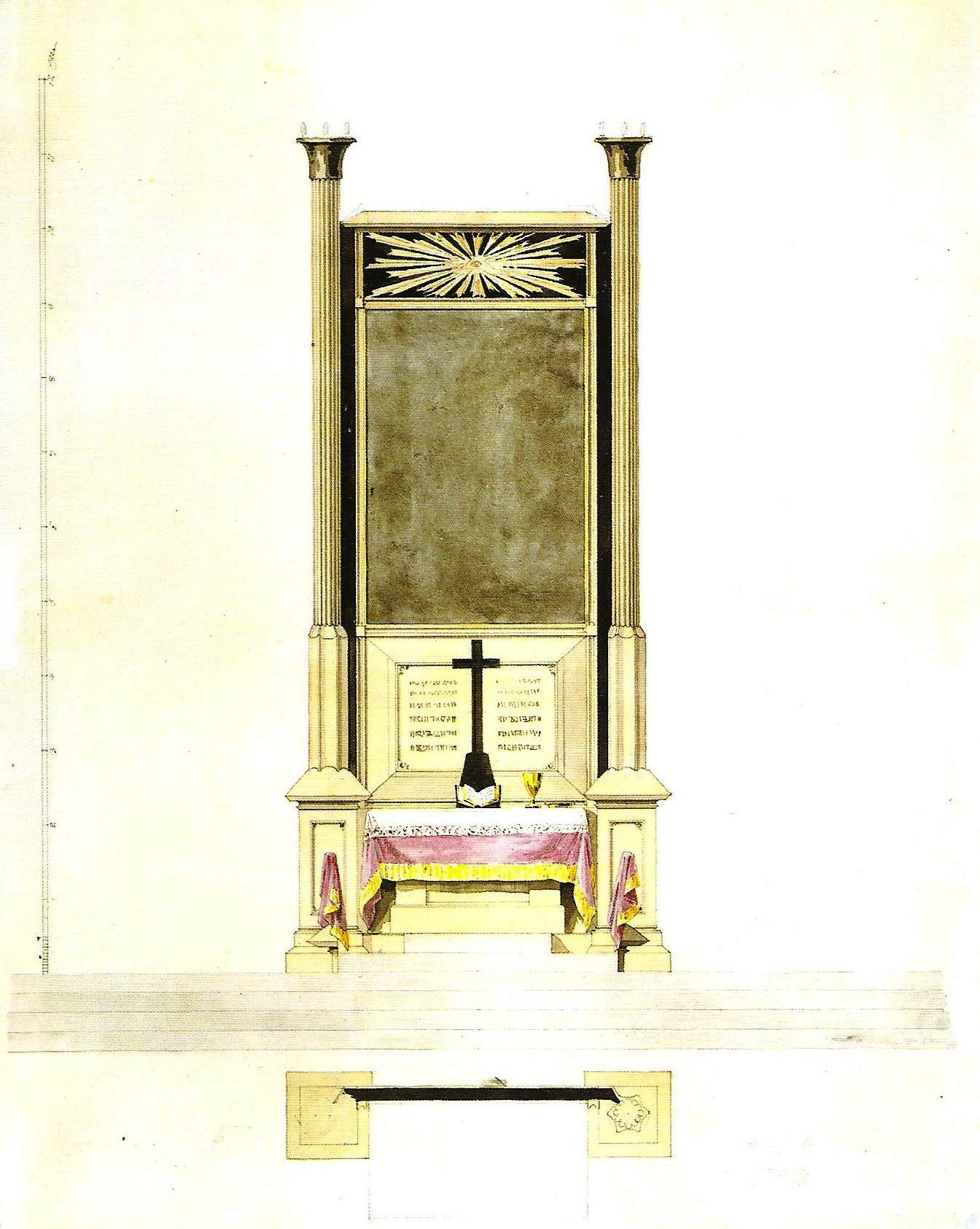
Caspar David Friedrich: Altarentwurf, 1817
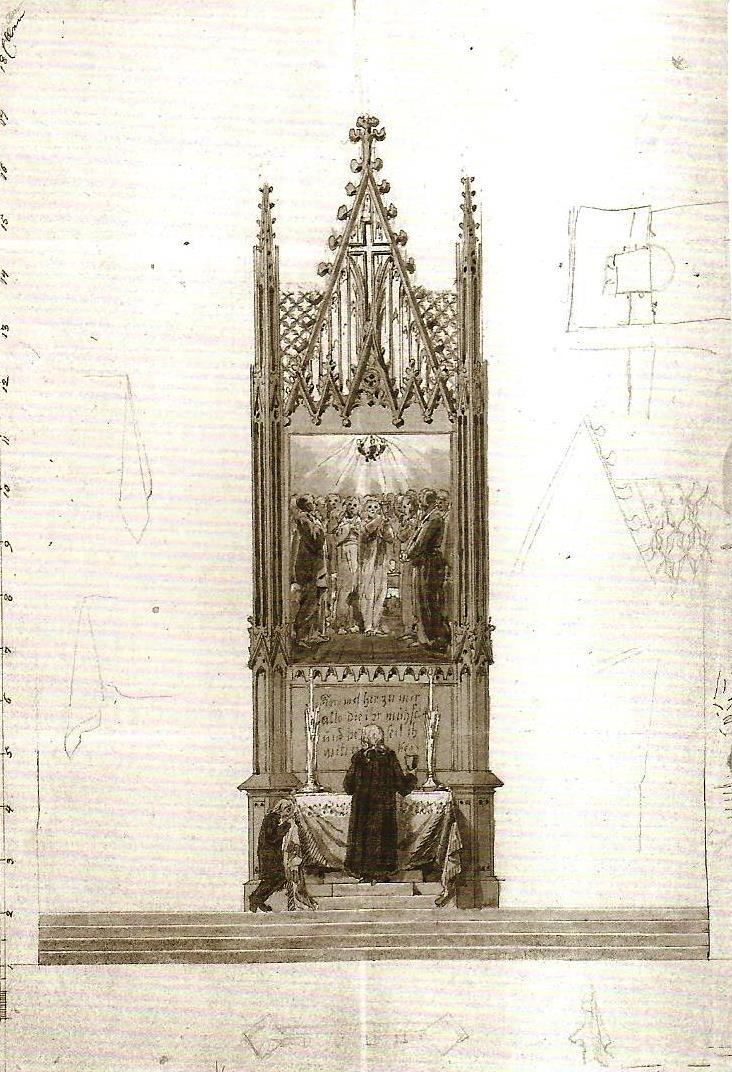
Caspar David Friedrich: Marienkirche Stralsund, Altarentwurf, um 1817/18
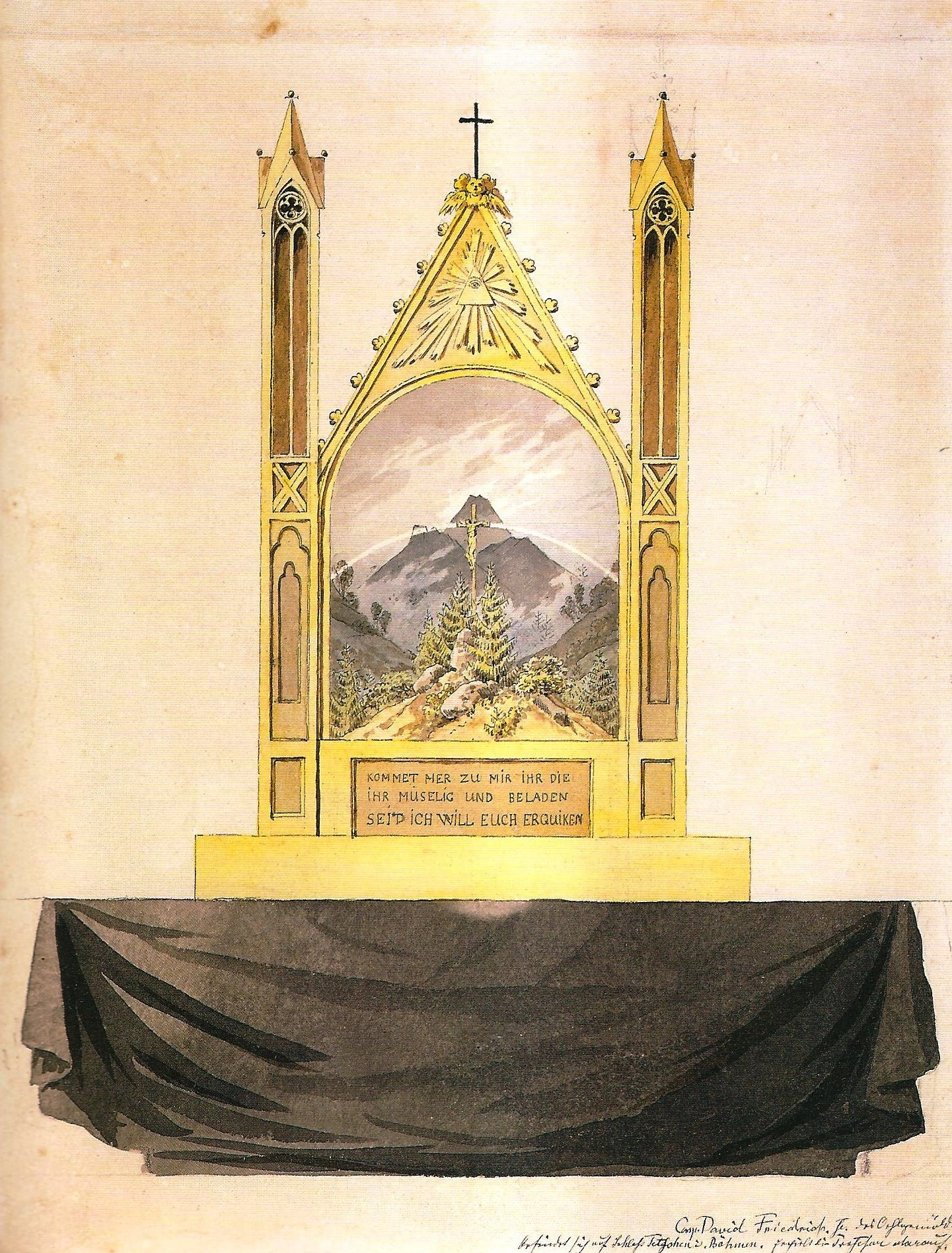
Caspar David Friedrich: Kreuz vor Regenbogen im Gebirge, um 1817

## Tradition der Kreuzesdarstellung
Die Kreuzesdarstellung in der Kunst der Renaissance wie des Barock war oft mit dem Element Landschaft verbunden. Damit wurde neben dem Jesus am Kreuz als christliche Ikone der erzählende Hintergrund des biblischen Geschehens mit in das Bild geholt. Insofern befindet sich Friedrich mit seinem Kreuz im Gebirge in der Gestaltungstradition dieses religiösen Motivs. Auch bricht er zwar mit der zentralperspektivischen Bildtradition, nimmt aber innovativ die Strukturen des mittelalterlichen Bildes und der Ikone wieder auf. Mit dem göttlichen Dreieck in einem Illusionsraum arbeitet auch sein spanischer Zeitgenosse Francisco de Goya in dem Gemälde Verehrung des Namens Gottes.

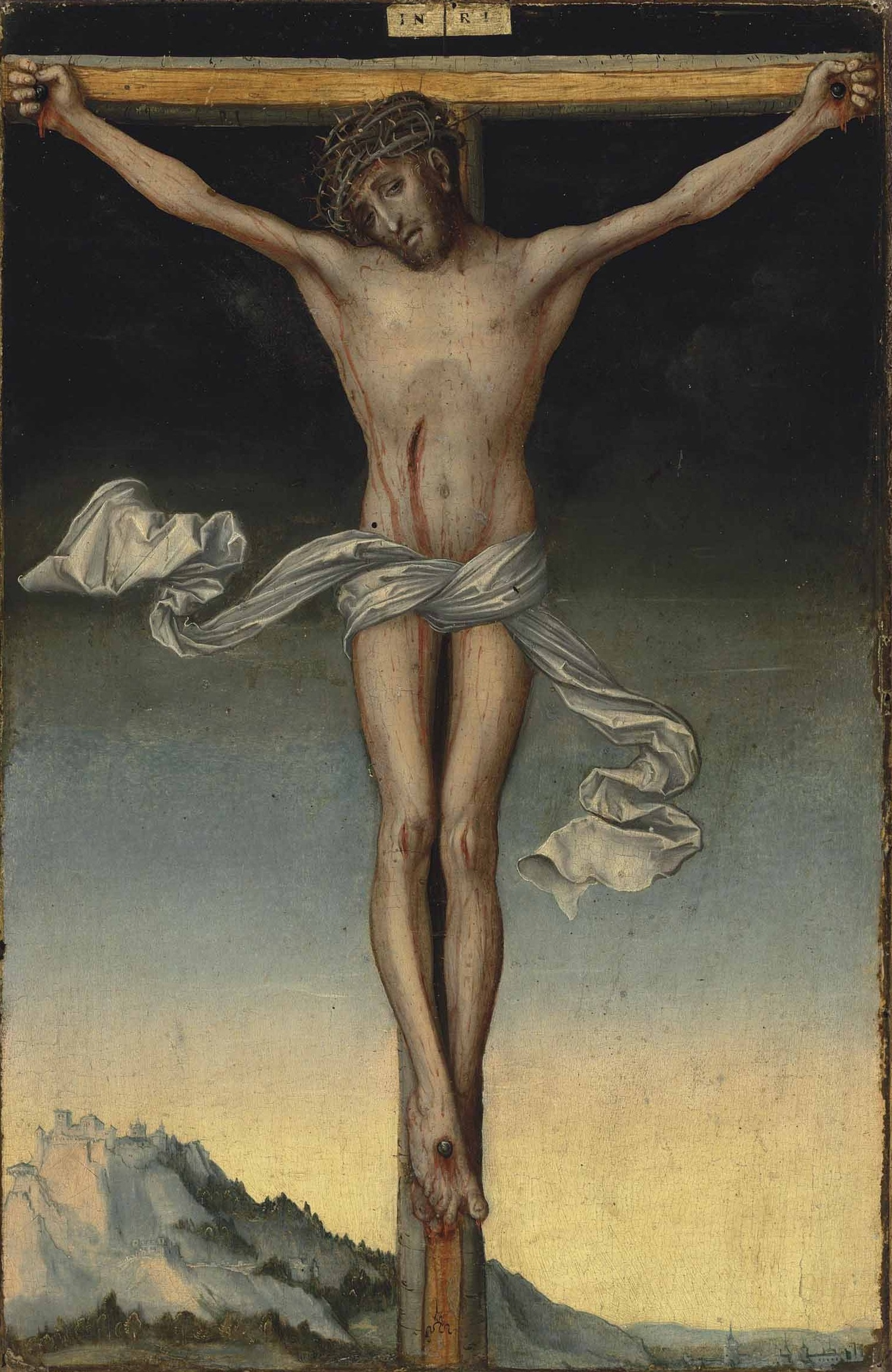
Lucas Cranach d. Ä.: Christus am Kreuz, ca. 1530–1535
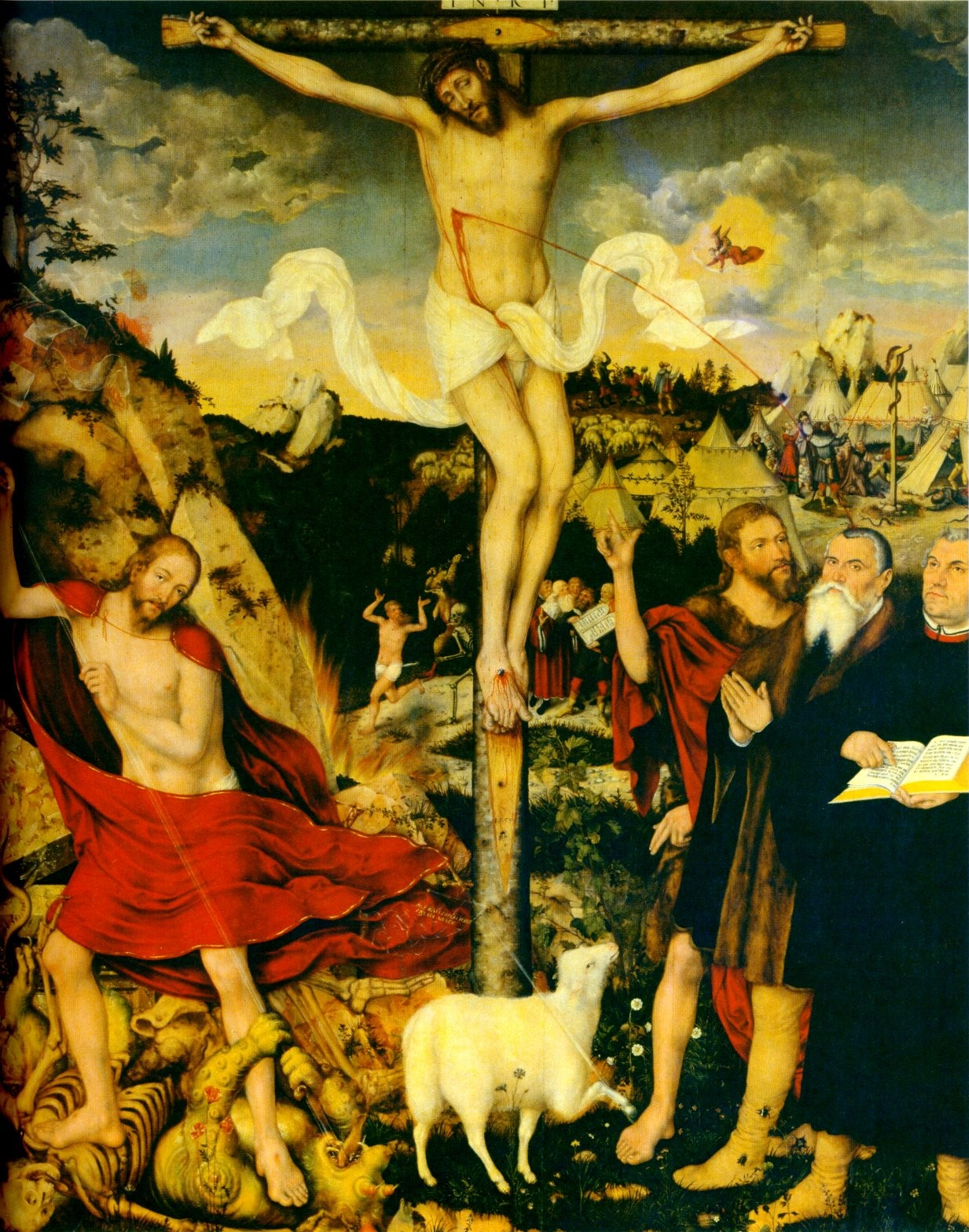
Lucas Cranach d. J.: Christus am Kreuz, nach 1553
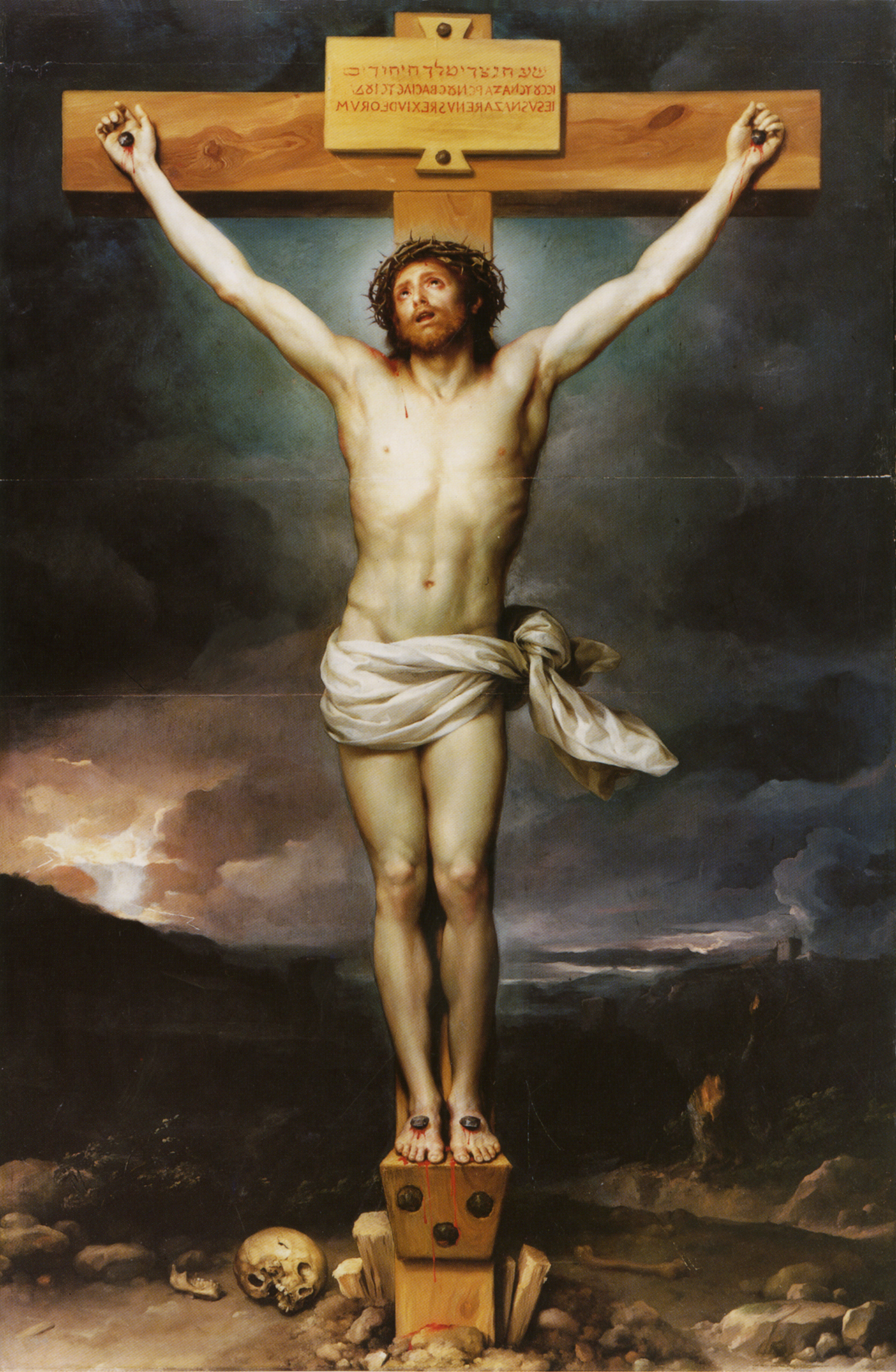
Anton Raphael Mengs: Christus am Kreuz, etwa 1765–1768
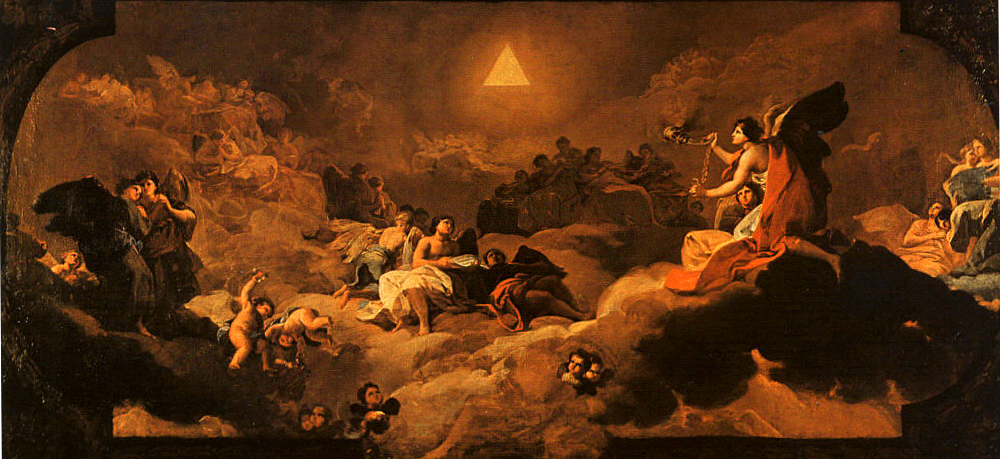
Francisco Goya: Verehrung des Namens Gottes, 1772

## Rezeption
Die mit gegensätzlichen Positionen aufgeladene Rezeptionsgeschichte zum Tetschener Altar beginnt mit dem Jahr 1808 und hat eine kaum überschaubare Materialfülle hinterlassen. Das Bild wurde in den 1980er Jahren auch in den USA im kunsthistorischen Diskurs als zentrales Werk Friedrichs wahrgenommen. In der letzten großen Caspar-David-Friedrich-Ausstellung Die Erfindung der Romantik 2006/07 in Essen und Hamburg war der Tetschener Altar als ein Hauptwerk ausgestellt.

### Zeitgenössischer Roman
Der Rügener Pastor Theodor Schwarz schrieb 1834 unter dem Pseudonym Theodor Melas den Roman Erwin von Steinbach oder der Geist der deutschen Baukunst. Der Autor stellt der Romanfigur, dem Dombaumeister Erwin von Steinbach, einen Maler namens Kaspar zu Seite, der in seinem Charakter und in seiner Biografie dicht bei Caspar David Friedrich ist. Maler und Pastor waren gute Freunde. Schwarz greift den Umstand auf, dass der Tetschener Altar als Auftragsarbeit für eine Hauskapelle konzipiert wurde. Im Roman erhält Kaspar den Auftrag, vom Erzbischof von Lund ein allegorisches Landschaftsbild für dessen Hauskapelle anzufertigen.

### Zeitgenössische Kunst
Der Künstler Sebastian Wanke präsentierte 2019 auf der Ausstellung waste and void (Zeitgenössische Kunst im sakralen Raum) eine Interpretation des Tetschener Altar in der Herz-Jesu-Kirche in Erlangen. Sein Erlanger Altar mit Gipfelkreuz zeigt eine 20-minütige digitale Animation in Endlosschleife. Die Installation und die digitale Gebirgslandschaft nimmt konkret Bezug auf das Gemälde Friedrichs.

### NS-Propaganda
Die nationalsozialistische Propaganda verwendete die Geschichte des Tetschener Altars im Vergleich zur politischen Situation im Sudetenland in dem Artikel Das Kreuz im Gebirge in der Tageszeitung Die Zeit. Amtliches Organ der NSDAP Sudetenland.

„Mutet es nicht seltsam an; als Caspar David Friedrich das Bild malte, war das deutsche Volk vom übermütigen Korsen unterjocht; als es vom Schloss Tetschen nach Dresden zurückkehrte (im Kaufwege) war das Sudetenland unfrei. Bald, nachdem das Bild damals Dresden verlassen hatte, wurde Deutschland frei, wie es Caspar David Friedrich und seine Freunde seit Jahren ersehnten und wofür sie kämpften. Und bald nachdem das Bild Tetschen verlassen hatte, wurde das Sudetenland frei, kehrte heim ins Reich und keine Grenzpfähle ragen mehr zwischen uns und dem Bilde ‚Das Kreuz auf dem Felsen‘, dem wir Sudetendeutschen uns verbunden fühlen.“

Historischer Hintergrund des Artikels ist die Eingliederung der Sudetengebiete in das Deutsche Reich 1938. Für landsmannschaftliche Politik wurden Künstler für die Visualisierung von Sinnbildern der Blut-und-Boden-Ideologie in Anspruch genommen.
Friedrichs Werke hat man auch rassisch vereinnahmt. Landschaftsmalerei im Nationalsozialismus stellte „Rassenkunst und sichtbare Rassengedanken der Völker“ dar. Dabei ging es bei der Deutung des Formenrepertoires um „das innere Fortleben gotischen Nordgeistes“. Zum Kreuz im Gebirge heißt es:

„[…] wie Leuchter auf dem Altar stehen seine Tannen um das Kreuz, kerzenhaft ragend. Die innere Gotik dieser Bäume ist offenbar, auch wenn sie nicht neben dem gotischen Giebel aufragen, so dass ich sie ‚gotische Bäume‘ genannt habe. Diese Giebeltannen wachsen aus dem nordischen Geist, dessen Gotik niemals sterben konnte.“

## Skizzen und Studien
Die Skizzen zum Bild und die als Vorstudie dienende Sepia zeugen von einer detaillierten Vorbereitung des Gemäldes, aber auch vom Rückgriff auf das große Reservoir an Zeichnungen des Malers.
| Bild | Titel                                | Jahr                | Größe                        | Bildposition | Ausstellung/Sammlung/Besitzer                                           |
| ---- | ------------------------------------ | ------------------- | ---------------------------- | --- | ----------------------------------------------------------------------- |
|      | Felsenstudie, rechts Stufen          | 10./12. August 1799 | 19 × 24,2 cm, Feder, laviert | Felsenstück rechts vom Kreuz                                                                                              | Kupferstichkabinett, Staatliche Museen zu Berlin                        |
|      | Felsenstudien                        | um 1806–08          | 18,2 × 11,8 cm, Bleistift    | Felsen unter den beiden großen Tannen links, beide Felsen weiter unten […] mit flach verlaufenden Abhang, spiegelbildlich | Oslo, Nationalmuseum für Kunst, Architektur und Design, Nationalgalerie |
|      | Fichte                               | 2. Mai 1807         | 37,7 × 24,1 cm, Bleistift    | 1. Tanne rechts neben dem Kreuz                                                                                           | Oslo, Nationalmuseum für Kunst, Architektur und Design, Nationalgalerie |
|      | Sechs Studien von Fichten und Tannen | 30. April 1807      | 37,7 × 24,1 cm, Bleistift    | 1. Tanne links neben dem Kreuz und vorletzte Tanne                                                                        | Oslo, Nationalmuseum für Kunst, Architektur und Design, Nationalgalerie |
|      | Fichte                               | 3. Mai 1804         | 18,4 × 11,8 cm, Bleistift    | 2. Tanne | Privatbesitz                                                            |
|      | Tanne und drei Studien von Fichten   | 1. Mai 1807         | 37,7 × 24,1 cm, Bleistift    | 3. Tanne links | Oslo, Nationalmuseum für Kunst, Architektur und Design, Nationalgalerie |
|      | Kiefernstudien                       | 13. April 1807      | 37,7 × 24,1 cm, Bleistift    | 3 kleine Kiefern | Oslo, Nationalmuseum für Kunst, Architektur und Design, Nationalgalerie |
|      | Das Kreuz im Gebirge                 | um 1806/07          | 64 × 92,1 cm, Sepia          | Vorstudie, für den Altar in ein Hochformat gewandelt                                                                      | Kupferstichkabinett, Staatliche Museen zu Berlin                        |